# Mao Zedong
Mao Zedong (chiń. upr. 毛泽东; chiń. trad. 毛澤東; pinyin Máo Zédōng; Wade-Giles Mao Tse-tung; PWN Mao Ce-tung; IPA: [mau̯:˧˥ tsɤ˧˥.tʊŋ˥] wymowaⓘ; ur. 26 grudnia 1893 w Shaoshan, zm. 9 września 1976 w Pekinie) – chiński polityk, dyktator, przywódca Chińskiej Republiki Ludowej w latach 1949–1976. Od 1943 do swojej śmierci szef Biura Politycznego oraz przewodniczący Komitetu Politycznego Komunistycznej Partii Chin, twórca maoizmu.
Razem ze Zhu De założył Armię Ludowo-Wyzwoleńczą (1 sierpnia 1927) po tym, jak Czang Kaj-szek rozpoczął serię czystek przeciwko komunistom. 1 października 1949 na placu Tian’anmen Mao ogłosił powstanie Chińskiej Republiki Ludowej. Po zdobyciu władzy Mao zapoczątkował przebudowę systemu gospodarczego i społecznego Chin poprzez proces kolektywizacji. Od lat pięćdziesiątych za jego sprawą przeprowadzono szereg kampanii politycznych i gospodarczych takich jak: kampania przeciwko prawicowcom, wielki skok naprzód, rewolucja kulturalna. Po śmierci swojego sojusznika Józefa Stalina przyczynił się także do rozłamu w bloku wschodnim i zaognienia stosunków z ZSRR. U schyłku życia doprowadził do ocieplenia stosunków ze Stanami Zjednoczonymi.
Pozostaje jedną z najbardziej znaczących i wpływowych postaci w historii Chin i XX wieku, budząc jednocześnie wiele kontrowersji. Przez niektórych historyków jest uznawany za największego zbrodniarza w historii ludzkości, przypisuje mu się odpowiedzialność za śmierć 65 – 70 mln ludzi tylko w czasie pokoju.

## Życiorys

### Młodość

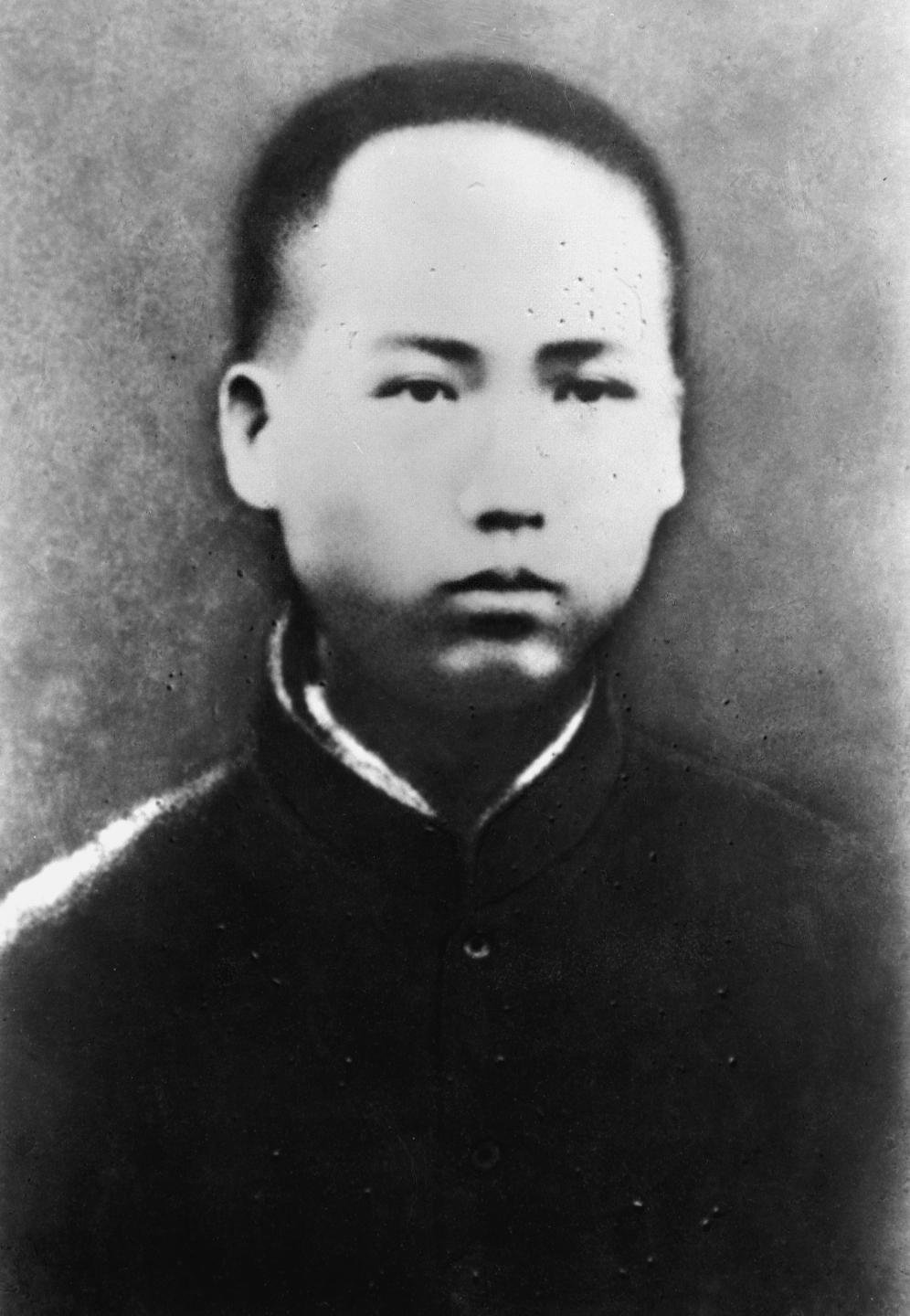
Mao w 1913 roku

Urodził się 26 grudnia 1893 we wsi Shaoshan, w okręgu Xiangtan, w prowincji Hunan. Wychował się w rodzinie zamożnego chłopa, Mao Yichanga, który z kolei urodził się w ubogiej rodzinie chłopskiej. Yichang do szkoły uczęszczał jedynie przez dwa lata. W 1885 poślubił Wen Qimei (1867–1919) i zaraz po ślubie zaciągnął się do armii. Po opuszczeniu wojska Mao Yichang rozpoczął uprawę wysokiej jakości odmiany ryżu i zajął się także lichwiarstwem. Założył sklep sprzedający ziarno, skupował zboże i sprzedawał w pobliskiej miejscowości. Dzięki temu stał się jednym z najbogatszych rolników w Shaoshan i posiadał na własność dwadzieścia akrów ziemi. Mao Zedong określał ojca jako trzymającego dyscyplinę i niekiedy karzącego swoje dzieci biciem. Oprócz Zedonga byli to chłopcy: Zemin i Zetan oraz dziewczynka, Zeijan (była ona w rzeczywistości kuzynką Zedonga – córką jego stryja, czyli brata ojca o imieniu Mao Weisheng i jego żony Chen – lecz Yichang ją adoptował, gdyż rodzice Zeijan byli zbyt biedni, by móc ją wyżywić). Wen Qimei, była pobożną buddystką starającą się złagodzić rygorystyczne podejście męża. Mao do ósmego roku życia wychowywał się wśród członków klanu Wen swojej matki, ok. 10 kilometrów od Shaoshan. Przebywał tam razem ze swoją matką. Mao wspominał później ten czas jako idyllę. Jako dziecko został buddystą, jednak porzucił tę wiarę w latach młodzieńczych. Jego ojciec był niewierzący, choć po tym, gdy przeżył spotkanie z tygrysem, złożył w podzięce bogom ofiary. Rodzina Mao mieszkała z dziadkiem Zedonga, Mao Enpu, który zmarł, gdy miał on dziesięć lat.
Jako że jego ojciec miał pieniądze, wysłał ośmioletniego Zedonga do lokalnej szkoły podstawowej. W szkole poznawał konfucjanizm, jedną z dominujących ideologii moralnych Chin. Później Mao przyznał, że nie korzystał z klasycznych tekstów konfucjańskich filozofów, zamiast tego wolał czytać powieści Opowieści o Trzech Królestwach Luo Guanzhonga i Opowieści znad brzegów rzek. W wieku 11 lat w reakcji na konfucjańskie wychowanie uciekł z domu, jednak ojciec szybko przyprowadził go z powrotem. W wieku trzynastu lat skończył szkołę podstawową. W 1907 lub 1908 ojciec ożenił go z osiemnastoletnią Luo Yigu. Młoda para nigdy nie mieszkała razem. Mao odmówił uznania jej za swoją żonę i krytykował zmuszenie go do małżeństwa przez swojego ojca. Luo Yigu w oczach lokalnego społeczeństwa została zhańbiona, zmarła w 1910. W przerwie od szkoły pomagał ojcu w pracy na roli i prowadził księgi rachunkowe ojca. Zainteresował się polityką m.in. teorią Zheng Guanyinga, który swoje poglądy przedstawił w broszurze Shengshi Weiyan. Zheng w swoich pracach skarżył się na pogorszenie statusu Chin w regionie Azji Wschodniej i domagał się wprowadzenia w Chinach demokracji przedstawicielskiej. Pod wpływem osób takich jak George Washington czy Napoleon Bonaparte zainteresował się wojskowością i nacjonalizmem.
Jego poglądy polityczne kształtowane były przez Gelaohui, tajne stowarzyszenie skierowane przeciwko dynastii Qing, które powstało w okresie klęski głodu w Hunan. Mao popierał postulaty ruchu. Siły zbrojne stłumiły jednak działalność organizacji, wielu dysydentów zostało zabitych. Klęska głodu dotarła i do Shaoshan, gdzie głodujący chłopi zajęli ziarno należące do jego ojca, Mao wyrażał dezaprobatę dla ich działania, uważając je za moralnie złe, jednocześnie wyrażał współczucie dla sytuacji, w której się znaleźli. W wieku 16 lat przeniósł się do wyższej szkoły podstawowej w pobliskim Dongshan. Uczył się tam w większości obok nastolatków zajmujących wysoką pozycję społeczną, ze względu na to znosił szykany kolegów drwiących z jego chłopskiego ubioru.

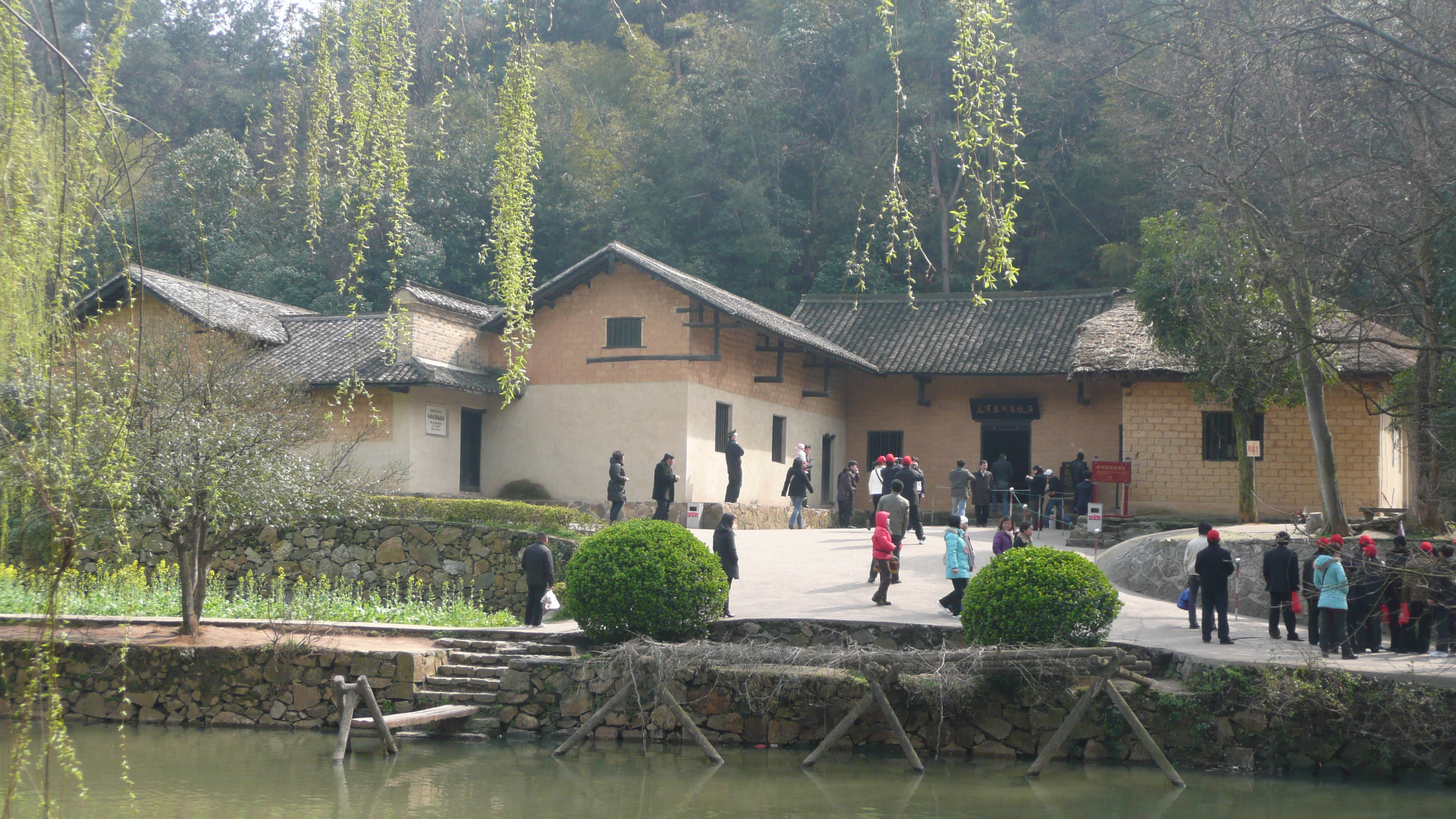
Dom rodzinny Mao

#### Rewolucja Xinhai
W 1911 przekonał ojca, aby pozwolił mu uczyć się w gimnazjum w Changsha. Miasto, ze względu na wrogość wobec monarchii absolutnej cesarza Puyi, było uznawane za „wylęgarnię rewolucjonistów”. Niektórzy z nich co prawda postulowali reformatorskie przejście do monarchii konstytucyjnej, większość opowiedziała się jednak za wyborem prezydenta i budową ustroju republikańskiego. Czołowym przedstawicielem ruchu był Sun Jat-sen – wykształcony w Stanach Zjednoczonych, chrześcijanin, który doprowadził do utworzenia tajnego stowarzyszenia znanego jako Tongmenghui, czyli Liga Związkowa. W trakcie pobytu w mieście napisał swój pierwszy esej polityczny, który został przyklejony na szkolnej ścianie. Później sam przyznał, że esej był „nieco zagmatwany”. Mao poparł w nim utworzenie republiki na czele z Sunem, ale jednocześnie zaproponował, aby premierem został umiarkowany Kang Youwei, a ministrem spraw zagranicznych Liang Qichao. Jako symbol oporu przeciwko dynastii Mandżurów, Mao ściął sobie warkocz, oznakę podporządkowania cesarzowi.
W trakcie rewolucji Xinhai (1911) walczył przez kilka miesięcy jako żołnierz po stronie rewolucjonistów, jednak nie wziął udziału w bezpośrednich walkach. Początkowo Changsha znalazła się pod kontrolą monarchy, a gubernator w celu zdławienia protestów wprowadził stan wojenny. Po ataku wojsk republikańskich i ucieczce z miasta gubernatora, miasto znalazło się w rękach opozycji. Jak się okazało, północne prowincje pozostały wierne cesarzowi, w nadziei na uniknięcie wojny domowej, Sun Jat-sen pełniący funkcję tymczasowego prezydenta zaapelował do swoich zwolenników o kompromis z monarchistycznym generałem Yuan Shikaiem. Wkrótce monarchia została zniesiona, a w jej miejsce powstała Republika Chińska. Prezydentem nie został jednak Sun Jat-sen, lecz Yuan Shikai. Po zwycięstwie rewolucji, Mao po sześciu miesiącach służby wojskowej zrezygnował z niej w 1912. W tym czasie z artykułu prasowego dowiedział się o socjalizmie, przeczytał wówczas pamflet Jiang Kanghu – lidera chińskich studentów i założyciela Chińskiej Partii Socjalistycznej.

#### Kontynuacja nauki
Po opuszczeniu wojska powrócił do nauki. Przez pewien czas uczęszczał do akademii policyjnej, szkoły produkcji mydła, szkoły prawniczej i ekonomicznej. Jego ojciec zaaprobował jedynie ostatnią ze szkół, jednak zajęcia w niej odbywały się w języku angielskim, którego Mao nie rozumiał. Szkołę ekonomiczną porzucił na rzecz gimnazjum w Changsha, które jednak opuścił. Podjął niezależną naukę, spędzał dużo czasu w bibliotece publicznej, gdzie czytał dzieła klasycznego liberalizmu autorstwa liberałów, tj. Adama Smitha czy Monteskiusza. Przestudiował m.in. pracę Badania nad naturą i przyczynami bogactwa narodów której poglądy stworzyły podwaliny liberalizmu gospodarczego, a także pracę Duch prawa Monteskiusza. Poznał też dzieła zachodnich naukowców i filozofów, jak: Charles Darwin, Herbert Spencer, Jean-Jacques Rousseau i John Stuart Mill. Uznawał się wówczas za intelektualistę. Po latach przyznał, że w tym okresie życia myślał o sobie, a nie o ludziach pracy. Zainspirowany postulującymi liberalny indywidualizm pracami Friedricha Paulsena, wierzył, że jednostki nie są związane kodeksami moralnymi, a ich celem jest dążenie do większego dobra w myśl zasady cel uświęca środki (konsekwencjalizm). Nie widząc praktycznego zastosowania poszukiwań intelektualnych syna, jego ojciec zaprzestał dawania mu pieniędzy, co zmusiło Mao Zedonga do zamieszkania w schronisku dla nędzarzy.
Pragnąc zostać nauczycielem, rozpoczął studia na kolegium kształcenia nauczycieli. Kilka miesięcy później szkoła, do której uczęszczał, połączyła się z placówką powszechnie uznawaną za najlepszą w Hunan. Profesor etyki, Yang Changji zachęcał Mao do czytania radykalnej gazety Nowa Młodzież (Xin Qingnian), założonej przez jego przyjaciela, Chena Duxiu – dziekana Uniwersytetu Pekińskiego. Chen, choć był chińskim nacjonalistą, uważał, że Chiny powinny zwracać się ku Zachodowi w sprawie przyjęcia „Pana demokracji i pana nauki” i oczyszczenia się z autokracji i przesądów. Właśnie w tym piśmie, w kwietniu 1917 Mao Zedong opublikował swój pierwszy artykuł pt. „Studium Kultury Fizycznej”; artykuł zachęcał czytelników do zwiększania siły fizycznej w celu lepszej służby rewolucji. Wkrótce przystąpił do Stowarzyszenia Studiów nad Wang Fuzhi, grupy rewolucyjnej stworzonej przez miejscowych intelektualistów chcących naśladować Wanga Fuzhi (1619–1692), filozofa symbolizującego opór Hanów wobec mandżurskiej inwazji. W pierwszym roku szkolnym zaprzyjaźnił się ze starszym od niego uczniem, Xiao Yu. Wraz z nim udał się na pieszą wycieczkę po Hunanie, w trakcie której utrzymywali się z żebrania i układania kupletów w zamian za jedzenie. Mao był popularnym uczniem i pozostawał aktywny w działalności szkoły. W 1915 został wybrany sekretarzem Towarzystwa Studenckiego. Swojej pozycji użył do zawiązania Stowarzyszenia Samorządu Studenckiego, prowadzącego protesty przeciwko szkolnym zasadom.
Na wiosnę 1917 został wybrany na dowódcę armii uczniów-ochotników broniących szkoły przed grasującymi w okolicy żołnierzami. Oddział Mao uzbrojony był w drewniane i bambusowe włócznie. Młody Mao coraz bardziej interesował się technikami wojny, wydarzeniami Wielkiej Wojny, oraz zaczął wykazywać poczucie solidarności z robotnikami. Wraz z Xiao Yu i Cai Hesenem (grupka kolegów określała się jako „Trzej bohaterowie” – przydomek ten pochodził z Opowieści o Trzech Królestwach) zorganizował konkurs wytrzymałości fizycznej. Wraz z innymi młodymi rewolucjonistami utworzyli w kwietniu 1918 Towarzystwo Odnowy Studiów Ludowych i zorganizowali debatę nt. idei Chena Duxiu. Organizacja skupiła od 70 do 80 członków, w tym kobiet. Wielu działaczy później zasiliło szeregi partii komunistycznej. Szkołę ukończył w czerwcu 1919 na trzecim miejscu w swoim roczniku.

### Wczesna działalność rewolucyjna

#### Pekin i poznanie marksizmu
Po skończeniu szkoły wyjechał do Pekinu, gdzie zarabiał pracując jako bibliotekarz w bibliotece zdominowanego przez liberałów Uniwersytetu Pekińskiego. Tam też po raz pierwszy zetknął się z ideologią marksistowską. Ideę tę poznał za pośrednictwem pracującego na uniwersytecie Li Dazhao. Li był autorem serii artykułów poświęconych rewolucji październikowej, która miała wówczas miejsce w Rosji i wyniosła do władzy bolszewików z Włodzimierzem Leninem na czele. Li łączył w swojej teorii społeczno-politycznej marksizm z tradycjami chińskiego ruchu rewolucyjnego. Mao równocześnie poznał idee anarchizmu głoszone przez Piotra Kropotkina, większe zainteresowanie wykazał jednak marksizmem który podobnie jak Li starał się łączyć z tradycją chińską w tym ze starożytnymi naukami filozoficznymi.
Na tym etapie życia zarabiał niewiele i wraz z siedmioma studentami mieszkał w małym pokoju. Kilku jego przyjaciół z tego okresu dzięki anarchistycznej organizacji Mouvement Travail-Études udało się na studia do Francji, sam Mao, choć również otrzymał taką ofertę, odmówił, być może ze względu na słabość w nauce języków obcych i pozostał w Pekinie. Mao wdawał się w dyskusje z naukowcami wyższej rangi, był jednak przez nich w większości lekceważony ze względu na wiejski akcent i niską pozycję społeczną. Uczęszczał na wykłady i seminaria których autorami byli m.in. Chen Duxiu, Hu Shi i Qian Xuantong. Młody bibliotekarz często zadawał im pytania, jednak wykładowcy traktowali go z pogardą i odmawiali udzielania mu odpowiedzi. Wiosną 1919 roku opuścił Pekin i wraz z przyjaciółmi, którzy powrócili z Francji, udał się do Szanghaju. W drodze zawitał w rodzinne strony, gdzie spotkał się z nieuleczalnie chorą matką (zmarła w październiku tego samego roku). Zedong spotkał się też ze swoim ojcem, który zmarł kilka miesięcy później, w styczniu 1920 roku.

#### Okres rebelii studenckiej

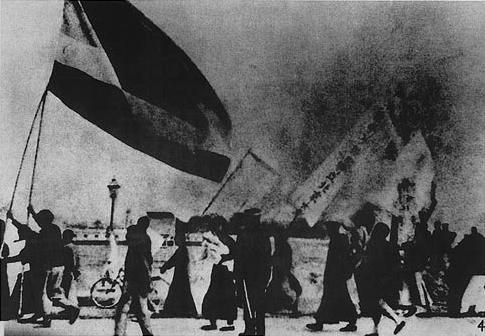
Wiec studencki – 4 maja 1919

Chiny w tym czasie padły ofiarą ekspansjonistycznej polityki Cesarstwa Japonii, które przy wsparciu Francji, Wielkiej Brytanii i USA wynikającego z traktatu wersalskiego, podbiło duże obszary Chin. Pomimo powszechnego oporu, chiński rząd Duan Qiruia w Pekinie przyjął dwadzieścia jeden żądań Japonii, co w praktyce było równoznaczne z uznaniem japońskiej dominacji. W maju 1919 roku wybuchły w Pekinie patriotyczne zamieszki – tzw. Ruch 4 Maja. Wojska Duana rozpoczęły tłamszenie protestów, które szybko przeniosły się na całe Chiny. Mao w trakcie wystąpień pracował jako nauczyciel historii w szkole podstawowej. W wolnych chwilach organizował protesty skierowane przeciwko lokalnemu gubernatorowi Zhangowi Jinghuiowi rządzącemu z nadania Duana. Zhang był ponadto znany z aktywności o charakterze kryminalnym. Pod koniec maja Mao znalazł się razem z He Shuhengiem i Deng Zhongxia pośród grona założycieli Stowarzyszenia Studentów Hunańskich i wraz z nimi organizował studenckie strajki w czerwcu i lipcu 1919 roku. Stowarzyszenie ruszyło również z wydawaniem radykalnego tygodnika Xiangjiang pinglu. Jeszcze w tym okresie idee Mao nie były marksistowskie, lecz znajdujące się pod silną koncepcją wzajemnej pomocy promowanej przez Kropotkina – Mao domagał się wzmocnienia roli sił związków i rewolucji bez użycia przemocy.
Stowarzyszenie zostało rozwiązane przez rząd, a tygodnik zawiesił działalność, Mao kontynuował działalność dziennikarską zakładając redakcję liberalnego pisma Nowy Hunan (Xin Hunan). Gdy także Nowy Hunan został zamknięty przez Zhanga, Mao zrezygnował z prowadzenia własnego pisma i zaczął publikować w popularnej lokalnej gazecie Sprawiedliwość (Da Gong Bao). W kilku artykułach odnosił się pozytywnie do ideologii feminizmu, wzywał kobiety do wyzwolenia i wyrażał potępienie wobec przymusowych małżeństw aranżowanych. W grudniu 1919 roku pomógł zorganizować w Hunan strajk generalny. Strajk zadecydował o dalszym losie Mao i innych przywódców studenckich, którzy zostali przez Zhanga wydaleni z terenu prowincji. Mao powrócił do Pekinu gdzie spotkał się ze śmiertelnie chorym Yangiem Changji, będącym jego mentorem politycznym z czasów uniwersyteckich.
W Pekinie Mao dowiedział się, że napisane przez niego artykuły zdobyły duży rozgłos. W Pekinie przestudiował literaturę marksistowską autorstwa Marksa, Engelsa i Karola Kautskyego. Szczególne wrażenie zrobił na nim Manifest komunistyczny, pozostał jednak w swoich poglądach eklektyczny. Ruszył następnie w podróż po Chinach odwiedzając m.in. Tiencin, Jinan i Qufu, po czym osiadł w Szanghaju, gdzie znalazł pracę w pralni. W Szanghaju poznał marksistę Chen Duxiu i spotkał swojego dawnego nauczyciela, Yi Peiji, rewolucjonistę i działacza nacjonalistycznego Kuomintangu. Yi poznał Mao z generałem Tan Yankaiem kontrolującym wojska Kuomintangu wzdłuż granicy Guangdongu z Hunanenm. Mao dołączył do niego i w czerwcu 1920 roku wraz z wiernymi Kuomintangowi wojskowymi obalił rządy Zhanga. W Hunan, które znalazło się pod rządami Kuomintangu, Mao został mianowany dyrektorem szkoły i otrzymywał spore wynagrodzenie. W tym samym czasie w zimie 1920 roku ożenił się z Yang Kaihui.

#### Założenie Komunistycznej Partii Chin

Flaga Komunistycznej Partii Chin

Komunistyczna Partia Chin została założona w 1921 roku w Szanghaju. Partia została założona przez Chena Duxiu i Li Dazhao. Mao utworzył Socjalistyczny Korpus Młodzieżowy powiązany z partią oraz uczestniczył w uruchomieniu biblioteki komunistycznego Towarzystwa Kulturalnego Książki, której celem było propagowanie w Hunan literatury rewolucyjnej. Oprócz ruchu komunistycznego uczestniczył w ruchu związkowym organizując strajki pracownicze w zimie 1920-21 i ruchu na rzecz autonomii Hunan, w którym zresztą odniósł sporo sukcesów. Niemniej jednak w późniejszym okresie życia zaprzeczał, że uczestniczył w ruchu autonomistycznym. Partia początkowo funkcjonowała jako nieformalna koalicja co zmieniło się 23 lipca 1921 roku. Wtedy w Szanghaju odbyło się pierwsze posiedzenie Krajowego Zjazdu KPCh z udziałem 13 delegatów reprezentujących grupy marksistowskie z Szanghaju, Pekinu, Kantonu, Wuhanu, Jinanu i Changsha. Mao uczestniczył w zjeździe. Zjazd początkowo odbył się w miejscowej szkole zamkniętej na okres letni jednak po tym, gdy wykryto pośród uczestników agenta policji miejsce spotkania zmieniono. Delegaci spotkali się na łodzi płynącej po jeziorze. Choć w pierwszym kongresie KPCh uczestniczyli delegaci Kominternu i ZSRR to chińscy komuniści zignorowali radę Włodzimierza Lenina, który zalecał tymczasowy sojusz między komunistami a burżuazyjnymi demokratami, zamiast tego KPCh przyjęło ortodoksyjnie marksistowskie stanowisko, wedle którego tylko proletariat miejski może doprowadzić do rewolucji socjalistycznej.
Po zjeździe Mao został sekretarzem partii w prowincji Hunan. Sam przebywał w Changsha gdzie prowadził nabór do partii komunistycznej. W sierpniu 1921 roku założył Uniwersytet Samokształcenia, dzięki któremu czytelnicy mogli uzyskać dostęp do literatury rewolucyjnej. Uniwersytet Samokształcenia mieścił się w siedzibie Towarzystwa Badań nad Wangiem Fuzhi. Mao wziął udział w ruchu edukacyjnym Jamesa Yena jednak prowadzony przez niego oddział na rzecz alfabetyzacji zastąpił zwykłe podręczniki książkami o charakterze rewolucyjnym i marksistowskim. Wdał się w bardziej polityczne działania w tym organizowanie ruchu robotniczego i strajku przeciwko administracji gubernatora Zhao Hengtiemu. W lipcu 1922 roku w Szanghaju odbył się II Kongres Komunistycznej Partii Chin, w którym sam Mao nie wziął udziału. Na kongresie delegaci przyjęli wcześniej odrzuconą radę Lenina i zgodzili się na sojusz z burżuazyjnymi demokratami z Kuomintangu dla dobra rewolucji narodowej. Członkowie partii komunistycznej chcąc przesunięcia Kuomintangu w lewą stronę wstąpili w szeregi nacjonalistycznej formacji. Mao przyjął decyzję sojuszu z entuzjazmem, a w swoich pismach skupiał się na uderzaniu w antyimperialistyczne tony. Krytykował rządy Japonii, Wielkiej Brytanii i USA, szczególnie ostro wypowiadając się o ostatnim z wymienionych. Mao opracował też strategię strajku pracowników kopalni węgla w Anyuan, który okazał się sukcesem ruchu komunistycznego. Duży wpływ na sukces KPCh miały też działania Liu Shaoqiego i Li Lisana, którzy nie tylko zmobilizowali górników, ale też utworzyli szkoły i spółdzielnie. Działania komunistów znalazły poparcie nie tylko robotników, ale również lokalnych intelektualistów, oficerów, kupców, duchownych, członków Gangu Czerwonego Smoka czy przedstawicieli arystokracji.

#### Współpraca z Kuomintangiem
Na III Zjeździe KPCh w Szanghaju w czerwcu 1923 roku delegaci potwierdzili swoje zaangażowanie we współpracę z Kuomintangiem skierowaną przeciwko imperialistom i rządowi pekińskiemu. Popierający takie stanowisko Mao został wybrany do Komitetu Partii przez co też przeniósł się do Szanghaju. Wziął udział w Pierwszym Kongresie Kuomintangu, który na początku 1924 roku odbył się w Kantonie. Na spotkaniu nacjonalistów został wybrany zastępcą jednego z członków Centralnego Komitetu Wykonawczego Kuomintangu. Tak wysoka pozycja Mao w Kuomintangu wzbudziła podejrzenie niektórych działaczy komunistycznych. Pod koniec 1924 roku Mao z powodu choroby powrócił w celach zdrowotnych do Shaoshan. Na miejscu był świadkiem przemian zachodzących w społeczeństwie chłopskim i przejawów buntu. Obserwacje przekonały go do uznania rewolucyjnego potencjału chłopstwa co do tej pory było pomysłem bliższym Kuomintangowi aniżeli komunistom. Mao został powołany do utworzenia Instytutu Treningowego Ruchu Chłopskiego Kuomintangu którego to został dyrektorem wewnętrznego Wydziału Propagandy i redaktorem biuletynu Tygodnik Polityczny (Zhengzhi zhoubao). Mao wziął czynny udział w szkoleniu bojowym chłopów w Hunan zachęcając ich przy tym do poznawania ideologii lewicowej. W zimie 1925 roku Mao został zmuszony do ucieczki do Kantonu po tym, gdy jego rewolucyjne działania przyciągnęły uwagę lokalnego reżimu Zhao.
Gdy komuniści zdominowali lewe skrzydło Kuomintangu rozpoczęli walkę o władzę z prawicowym skrzydłem partii. Sytuacja stała się dla komunistów mniej ciekawa, gdy po śmierci lidera nacjonalistów Sun Jat-sena w maju 1925 roku, jego następcą został prawicowiec Czang Kaj-szek, który zainicjował marginalizację komunistów. Mao pomimo takich działań Czanga poparł jego decyzję o obaleniu rządu pekińskiego (ekspedycja północna dokonana przez Narodową Armię Rewolucyjną i komunistów). Ekspedycja północna spowodowała powstania chłopskie skierowane przeciwko bogatym właścicielom ziemskim, z których wielu zostało zabitych przez chłopów. Wystąpienia chłopstwa nie spodobały się przywódcom Kuomintangu, z których wielu wywodziło się z klasy posiadaczy ziemskich. Sytuacja ta ujawniła coraz większe różnice klasowe wewnątrz Kuomintangu.
W marcu 1927, Mao pojawił się na III Plenum Centralnego Komitetu Wykonawczego Kuomintangu w Wuhanie. W trakcie Plenum część działaczy próbowała obalić Czanga i posadzić w jego miejsce Wang Jingweia. Mao odgrywał aktywną rolę w dyskusjach dotyczących kwestii chłopskiej i opowiedział się za karą śmierci lub dożywotnim pozbawieniem wolności dla każdego uznanego za działalność kontrrewolucyjną argumentując to tym, że w sytuacji rewolucyjnej pokojowe metody nie mogą wystarczyć. W kwietniu tego samego roku Mao został powołany do pięcioosobowego Ziemskiego Komitetu Centralnego Kuomintangu. W trakcie działalności w KC wezwał chłopów do odmowy płacenia czynszu oraz opracował projekt uchwały konfiskaty ziemi należącej do lokalnych zbirów, złej arystokracji, skorumpowanych urzędników, militarystów i wszystkich elementów kontrrewolucyjnych w wioskach. Stwierdził również, że każdy kto posiada więcej niż cztery i pół akry ziemi jest zaliczany w szeregi kontrrewolucjonistów i wezwał do elastycznej redystrybucji ziemi. Jego wnioski zyskały w KC wiele zastrzeżeń, niektórzy z jego członków uznali, że niektóre z nich poszły za daleko, a niektórzy, że niewystarczająco daleko. W rezultacie jego pomysły zostały tylko częściowo zrealizowane.

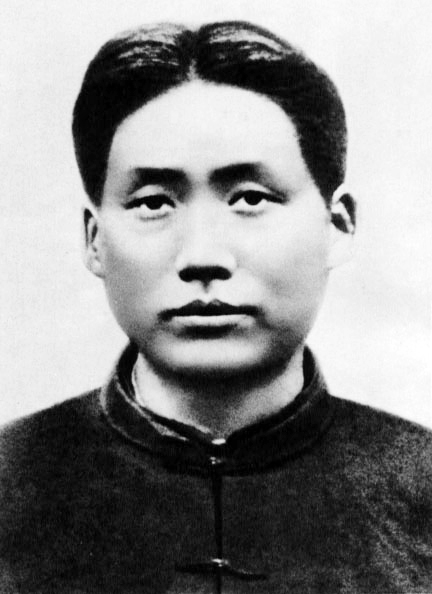
Mao w 1927 roku

### Chińska wojna domowa

#### Atak ze strony Czanga
Tuż po sukcesie ekspedycji północnej i obaleniu szeregu watażków, Czang usunął komunistów z koalicji. Ignorując rząd Kuomintangu w Wuhanie Czang wkroczył do kontrolowanego przez komunistyczne bojówki Szanghaju. Komuniści początkowo zadowoleni z odwiedzenia miasta przez Czanga zostali zupełnie zaskoczeni tym, że armia Czanga zwróciła się przeciwko nim. Armia Czanga z pomocą kryminalnego Zielonego Gangu dokonała masakry 5000 działaczy komunistycznych i podejrzanych o sprzyjanie im. Czang po dokonaniu masakry wraz ze swoimi wojskami pomaszerował na kontrolowany przez komunistów Wuhan jednak nie udało mu się zdobyć tego miasta na skutek oporu ze strony komunistycznego generała Ye Tinga i jego żołnierzy. W pozostałych miastach do akcji przeciwko komunistom przyłączyli się sojusznicy Czanga – w Pekinie 19 czołowych przywódców komunistów zostało zabitych z inicjatywy militarysty Zhang Zuolina, a w regionie Changsha siły He Jiana zmasakrowały setki chłopskich milicjantów. W wyniku masakr z rąk nacjonalistów zginęły dziesiątki tysięcy komunistów i ich sympatyków, a liczba członków KPCh spadła o 15000 (z 25000) .
KPCh nadal popierała rząd w Wuhanie , co zmieniło się po V Kongresie partii komunistycznej, a 15 lipca 1927 roku rząd Wuhanu wydalił wszystkich komunistów z Kuomintangu. Komuniści utworzyli Chińską Robotniczą i Chłopską Armię Czerwoną która stanęła do walki z siłami Czanga. 1 sierpnia batalion Armii Czerwonej pod dowództwem generała Zhu De dostał rozkaz zdobycia miasta Nanchang co przeszło do historii jako powstanie Nanchangańskie. Powstańcy początkowo odnieśli sukces jednak w kolejnych fazach walk zostali zmuszeni do odwrotu na południe do Shantou skąd udali się na pustynne obszary Fujian. Sam Mao został mianowany dowódcą naczelnym Armii Czerwonej przez co objął dowództwo nad czterema pułkami wojska. Mao poprowadził swoje wojska do regionu Changsha mając nadzieję na wywołanie tam powstań chłopskich które mogłyby objąć całe Hunan. W przeddzień ataku Mao skomponował swój pierwszy poemat zatytułowany Changsha. Bitwa która rozpoczęła się 9 września zakończyła się porażką oddziałów Mao w dniu 15 września. 1000 żołnierzy Armii Czerwonej, którzy przeżyli natarcie udali się na wschód w góry prowincji Jiangxi.
Po bitewnej porażce ukrywający się w Szanghaju KC KPCh wydalił Mao ze swoich szeregów, a Komitet Regionalny Hunan udzielił Mao nagany za oportunizm wojskowy i za zbytnią pobłażliwość wobec arystokracji. Mao zignorował stanowisko przywódców partii i rozpoczął budowę w górach Jiangxi własnego niezależnego od rządu terytorium. Początkowo w skład swojego samorządnego państwa włączył pięć wsi, w których dokonał konfiskaty ziemi z rąk bogatych właścicieli ziemskich. Na kontrolowanym obszarze prowadził łagodną politykę różniącą się od tej agresywnej formowanej przez Komitet Centralny. Jednocześnie stale powiększał zakres swojej armii która osiągnęła około 1800 żołnierzy. W podlegających mu oddziałach wprowadził dyscyplinę i zakazał konfiskaty dóbr uboższych chłopów (wszystkie pozostałe konfiskaty miały trafiać w ręce jego regionalnego rządu co zapobiegło kradzieżom). Takie działania spowodowały, że jego oddziały stały się siłami zdyscyplinowanymi o wysokiej wydajności bojowej.
Wiosną 1928 roku Komitet Centralny nakazał wojskom Mao przesunąć się do prowincji Hunan w nadziei na wywołanie tam powstania chłopskiego. Mao, choć był sceptyczny wobec tego rozkazu, to spełnił go. Po wkroczeniu do Hunan sytuację wykorzystał Kuomintang, który najechał obszary kontrolowane przez wojska Mao. Siły Mao pozbawione bazy wypadowej zjednoczyły się z oddziałami generałów Zhu De i Lin Biao. Trzej dowódcy wspólnymi siłami odbili górskie regiony Jiangxi, jednak w ciągu najbliższych tygodni Kuomintang ponownie wysłał w ten region oddziały wywołując w górach walki partyzanckie. W tym czasie Komitet Centralny ponownie rozkazał wojskom Mao przeprawienie się do Hunan, Mao tym razem odmówił i pozostał w górach. Zhu z kolei wykonał rozkaz osamotniając Mao. Kuomintang ponownie zaatakował bazę Mao i po 25 dniach obrony, Mao wymknął się w nocy z obozu w celu zyskania wsparcia. Mao przekonał do powrotu w góry Zhu, który pomógł odzyskać bazy Armii Czerwonej. Komuniści zyskali dodatkowo wsparcie pułku dezerterów z Kuomintangu i Piątej Armii Czerwonej Peng Dehuaia. Mimo ucieczki sił Kuomintangu z regionu komuniści w dalszym ciągu pozostawali w trudnej sytuacji spowodowanej niedoborami żywności w okresie zimowym (górzyste tereny nie nadawały się do upraw).

#### Chińska Republika Radziecka Jiangxi

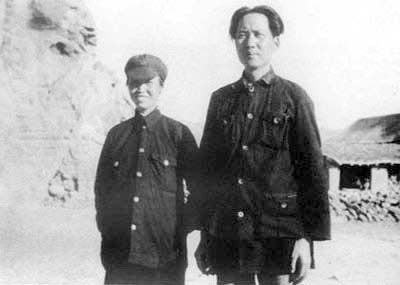
Mao i jego trzecia żona He Zizhen

W styczniu 1929 roku Mao i Zhu ewakuowali swoją bazę i przenieśli swoje wojska na południe w okolice Tonggu i Xinfeng w Jiangxi gdzie zbudowali nową bazę. Siły Mao i Zhu liczyły 2000 żołnierzy po czym zostały wzmocnione o 800-osobowy oddział dostarczony przez Penga. Ewakuacja spowodowała spadek morale armii, a wielu żołnierzy stało się nieposłusznych co spowodowało incydenty przestępcze z ich udziałem. Zmartwiło to Komitet Centralny i Li Lisana, którzy widzieli w wojskach Mao lumpenproletariat niemogący uczestniczyć w walce świadomego klasowo proletariatu. Zgodnie z tezami ortodoksyjnej myśli marksistowskiej Li wierzył, że tylko miejski proletariat może doprowadzić do udanej rewolucji i uznał, że oddziały partyzantki chłopskiej Mao nie są potrzebne. Rozkazał też aby Mao rozwiązał swoją armię i zgrupował ją w jednostki wysłane poza Jiangxi. Mao odpowiedział, że choć ma podobne stanowisko teoretyczne do Li, to nie godzi się on na porzucenie baz czy rozwiązanie armii – zarówno Li i Mao widzieli rewolucję chińską jako klucz do rewolucji światowej. Według nich zwycięstwo KPCh ma być iskrą do obalenia światowego kapitalizmu i imperializmu. Obaj działacze przy okazji kontestowali oficjalną linię ideową radzieckiego rządu i Kominternu. Urzędnicy w Moskwie podjęli próbę odsunięcia Li od władzy i przy okazji zwiększenia wpływów w KPCh. Rząd ZSRR i Komintern przeszkolili grupkę chińskich komunistów znanych jako 28 bolszewików, których następnie skierował do Chin. Dwóch z 28 bolszewików – Bo Gu i Zhang Wentian – trafiło do Komitetu Centralnego. Mao nie zgodził się na kierunek partii forsowany przez 28 bolszewików, którzy stali się wkrótce jego głównym rywalem w KPCh.
W lutym 1930 roku Mao utworzył rząd radziecki w regionie południowo-zachodniego Jiangxi. W listopadzie wpadł w emocjonalną zapaść po tym, gdy jego żona i siostra zostały schwytane i zamordowane przez dowódcę Kuomintangu He Jiana. W późniejszym okresie ożenił się z 18-letnią rewolucjonistką He Zizhen, która przez następne dziewięć lat urodziła pięcioro dzieci. Mao spotkał się na swoich obszarach z problemami wewnętrznymi, członkowie lokalnych rad oskarżyli go o to, że jest zbyt umiarkowany, a następnie o kontrrewolucyjność wskazując na jego domniemane powiązania z Ligą Antybolszewicką i trockizmem. W grudniu 1930 roku doszło do próby obalenia Mao. Mao udało się pokonać rebeliantów. W starciach zginęło od dwóch do trzech tysięcy przeciwników Mao w ruchu komunistycznym. Po opanowaniu sytuacji przez Mao, KC KPCh widząc Jiangxi jako bezpieczną okolicę przeniosło się w ten region, a w listopadzie komuniści ogłosili tam utworzenie Chińskiej Republiki Rad będącej niezależnym państwem. Chociaż Mao został ogłoszony przewodniczącym Rady Komisarzy Ludowych to w praktyce jego władza została pomniejszona, a kontrolę nad Armią Czerwoną przejął Zhou Enlai. W międzyczasie Mao wyzdrowiał z gruźlicy.
Armie Kuomintangu próbując pokonać komunistów wykorzystując przewagę liczebną przyjęły strategię okrążenia ich w republice radzieckiej. Mao w walce zastosował taktyki partyzanckie zapożyczone z dzieł starożytnych strategów wojskowych (Sun Zi) Zhou i nowe kierownictwo ukrócili te praktyki i przyjęli politykę otwartej konfrontacji i konwencjonalnej wojny. Niemniej jednak Armii Czerwonej udało się rozbić pierwszą i drugą ofensywę Kuomintangu. Czang rozwścieczony niepowodzeniami armii Kuomintangu osobiście przejął prowadzenie nad operacją jednak także i jemu nie udało się pokonać Armii Czerwonej. Przywódca wycofał się z regionu po kolejnym wtargnięciu Japończyków na ziemie Chin . W wyniku zmian strategii Kuomintangu który przyjął doktrynę skupienia się na obronie przed japońskim ekspansjonizmem, Armia Czerwona rozszerzyła obszar nad którym rządziła do obejmującego populacją trzy miliony osób. Mao ruszył z programem reformy rolnej, która rozpoczęła się w listopadzie 1931 roku i została poszerzona w czerwcu 1933 roku. Ponadto wprowadził w życie programy edukacyjne i zmierzające ku zwiększeniu udziału kobiet w polityce. Z czasem Czang wrócił do Jiangxi uważając komunistów za większe zagrożenie od Japończyków. Czang zainicjował kampanię okrążenia i bombardowań które przyczyniły się do osłabienia morale Armii Czerwonej. Osaczeni czerwonoarmiści utracili dostęp do lekarstw i żywności w rezultacie czego przywódcy KPCh zdecydowali się na ewakuację.

#### Długi Marsz
14 października 1934 roku Armia Czerwona osłabiona przez atak Kuomintangu rozpoczęła Długi Marsz – przegrupowanie z prowincji Jiangxi w południowo-wschodnich Chinach do Chin północno-zachodnich. Wraz z liczącą 85 tysięcy żołnierzy Armią Czerwoną wyruszyły kadry partyjne w liczbie 15 tysięcy. Ci, którzy pozostali na miejscu, organizowali oddziały partyzanckie mające obronić tych, którzy nie wyruszyli na północny zachód, opór nie przyniósł większych rezultatów a partyzanci wraz z wieloma rannymi, chorymi, a także kobietami i dziećmi zostali zmasakrowani przez oddziały wierne Kuomintangowi. Sto tysięcy zwolenników KPCh udało się najpierw na południe do Hunan gdzie stoczyli oni ciężkie walki z nacjonalistami, a następnie przez rzekę Wu do prowincji Kuejczou. Komuniści w styczniu 1935 roku zajęli miejscowość Zunyi. W Zunyi odbyła się konferencja na której Mao objął kierownicze stanowiska stając się przewodniczącym Biura Politycznego (a więc de facto przywódcą partii i Armii Czerwonej). Mao sprecyzował nowy cel – budowa władzy radzieckiej w Shaanxi w północnych Chinach skąd komuniści mogliby się skoncentrować na walce z Japończykami. Mao uważał, że walka z Japończykami może przyczynić się do większego poparcia dla KPCh wśród dotychczasowych zwolenników Kuomintangu.
Po zatrzymaniu się w Zunyi, Mao poprowadził swoje wojska w dalszą drogę. Mao wymanewrował wojska Czanga omijając je przez rzekę Jinsha. Następnym krokiem było przekroczenie rzeki Dadu. Tym razem siły KPCh znalazły się w cięższej sytuacji i zostały zmuszone do walki o most w Luding. Bitwa udała się, a marsz kontynuowany był wokół pasm górskich wokół Ma’anshan. W Mokuang w Zachodnim Syczuanie Mao napotkał silną Czwartą Armię Zhanga Guotao liczącą 50 tysięcy żołnierzy. Zhang będący jednym z liderów KPCh nie zgodził się na kurs obrany przez Mao i udał się w osobną podróż do Tybetu lub Sikkimu, a więc z dala od strefy wpływów Kuomintangu. Obaj przywódcy ostatecznie powędrowali w swoje strony, a do Zhanga dołączył Zhu De. Siły Mao nie zmieniły planu i dalej szły na północ pokonując setki mil. Na bagnistych obszarach Armia Czerwona była atakowana przez plemiona Mandżurów, a wielu żołnierzy zachorowało, poważnym problemem okazało się też wyczerpanie zapasów które doprowadziło do głodu. Po dotarciu do pasma Min Shan i gór Liupan Armia Czerwona została wciągnięta zarówno w walki z Kuomintangiem, jak i islamską milicją konną. Gdy oddziały KPCh dotarły na miejsce okazało się, że cały marsz wytrzymało jedynie od 7000 do 8000 żołnierzy. Długi Marsz zacementował Mao jako dominującą postać w partii. W listopadzie 1935 roku został on mianowany przewodniczącym Komisji Wojskowej. Od tego momentu był niekwestionowanym liderem partii komunistycznej, choć do nominacji na przewodniczącego musiał poczekać aż do 1943 roku.

#### Ponowny sojusz z Kuomintangiem
Po przybyciu do Yan’an w październiku 1935 roku żołnierze Mao osiedli w Bao’an. Pozostali tam do wiosny 1936 roku, a w trakcie swojej obecności nawiązali współpracę z lokalnymi społecznościami, zaoferowali mieszkańcom pomoc medyczną i rozpoczęli program alfabetyzacji. Liczba wojsk Mao wzrosła do 15 tysięcy żołnierzy wspartych przez przybycie ludzi He Longa z Hunan i armii Zhu De i Zhanga Guotao, którzy powrócili z Tybetu. W lutym 1936 roku Mao założył w Yan’an Północno-zachodni Antyjapoński Uniwersytet Armii Czerwonej, który przeszkolił rekrutów Armii Czerwonej. W styczniu 1937 roku rozpoczęła się ekspedycja antyjapońska polegająca na wysyłaniu oddziałów partyzanckich na terytoria okupowane przez Japończyków. W maju tego samego roku celem omówienia bieżącej sytuacji odbyła się Konferencja Komunistyczna w Yan’an, w konferencji udział wzięli zachodni reporterzy, którzy przebywali w rejonie przygranicznym jak określano obszar kontrolowany przez Armię Czerwoną. Jednym z uczestników konferencji był Edgar Snow który na podstawie przeżyć z podróży po Chinach napisał książkę Red Star Over China, innym znanym uczestnikiem była Agnes Smedley, której artykuły przyniosły Mao międzynarodową sławę.
W czasie Długiego Marszu żona Mao, He Zizen została ranna w głowę i udała się do Moskwy na leczenie. Mao po wyjeździe żony do Moskwy rozstał się z nią i w późniejszym czasie poślubił aktorkę Jiang Qing. W Yan’an Mao przeniósł się do jaskini gdzie większość czasu spędził na czytaniu, teoretyzowaniu i opiece nad ogrodem. Z czasem uznał, że Armia Czerwona nie jest w stanie samodzielnie pokonać Japończyków i że komuniści wraz z Kuomintangiem i innymi nacjonalistycznymi elementami burżuazji powinni utworzyć „rząd obrony narodowej”. Mimo że uważał Czanga za zdrajcę narodu, 5 maja wysłał do Rady Wojskowej Rządu Narodowego w Nankinie propozycje sojuszu wojskowego. Czang zignorował wiadomość Mao i kontynuował samodzielną wojnę, wkrótce został jednak aresztowany przez własnego generała Zhang Xuelianga (incydent Xi’an). Zhang zmusił Czanga do rozmów z komunistami, a w ich wyniku i ustępstw z obu stron 25 grudnia 1937 roku utworzono jednolity front antyjapoński. Sam Zhang został później umieszczony przez Czanga w areszcie domowym gdzie spędził większość swojego życia.
Japończycy zdobyli zarówno Szanghaj, jak i Nankin (czego skutkiem była masakra nankińska), w efekcie czego rząd Kuomintangu wycofał się w głąb lądu do Chongqing. Japońska brutalność przyczyniła się do zwiększenia liczby żołnierzy chińskich, sama Armia Czerwona urosła z 50 do 500 tysięcy żołnierzy. W sierpniu 1938 roku Armia Czerwona założyła Nową Czwartą Armię i Ósmą Armię które znalazły się pod nominalnym dowództwem Narodowej Armii Rewolucyjnej Czanga. W sierpniu 1940 roku Armia Czerwona rozpoczęła Kampanię Stu Pułków w której 400 tysięcy chińskich wojskowych zaatakowało Japończyków w pięciu prowincjach jednocześnie. Kampania okazała się sukcesem Chińczyków i spowodowała śmierć 20 tysięcy żołnierzy japońskich oraz utratę przez Japonię szlaków kolejowych i kopalń. Z tego okresu pochodzi kilka tekstów Mao skierowanych dla jego żołnierzy. Niektóre z nich to Filozofia Rewolucji w której zaproponował on wprowadzenie do wojskowości teorii wiedzy marksistowskiej, oraz Nowa Demokracja w której przedstawił on swój pomysł na budowę przyszłego ustroju Chin.
Do 1940 roku napisał swoje główne prace teoretyczne i praktyczne dotyczące rewolucji, które stały się podstawą ideologii maoistowskiej. Pomimo formalnego sojuszu KPCh wykorzystało okazję do poszerzenia swoich obszarów i przygotowań do nadchodzącej walki z Kuomintangiem. W 1939 roku KMT zaczął ograniczać ekspansję KPCh co doprowadziło do częstych starć między KPCh a KMT. Starcia te nie trwały długo ponieważ żadna ze stron nie była wówczas zdolna prowadzić wojnę na dwóch frontach. W 1943 roku KPCh ponownie aktywnie rozpoczął poszerzanie obszarów kosztem KMT. Jeszcze w trakcie trwania wojny z Japonią, w 1943 roku rząd Czanga obawiając się zbytniego rozrostu wpływu komunistów rozpoczął akcje propagandową wymierzoną w KPCh. Komuniści zareagowali na akcje oskarżając Czanga o skłonności do faszyzmu. Wojna okazała się sukcesem KPCh szczególnie po japońskiej operacji operacji Ichi-gō, która znacznie osłabiła siły Czanga. Choć formalny sojusz KPCh-nacjonaliści trwał do 1945 roku, współpraca de facto ustała już w 1940 roku.

#### Kontynuacja wojny

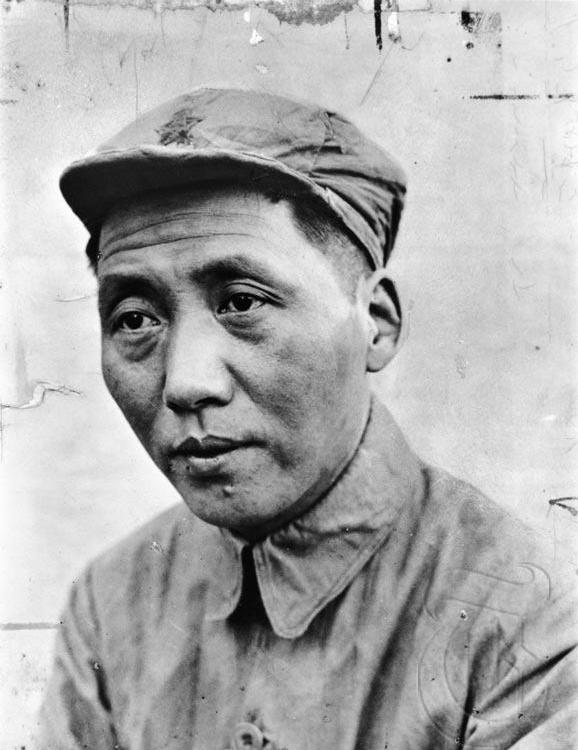
Mao Zedong w 1935 roku

Wojna między Kuomintangiem weszła w decydującą fazę po zakończeniu II wojny światowej i kapitulacji Japonii latem 1945 roku. Zgodnie z warunkami japońskiej bezwarunkowej kapitulacji podyktowanej przez Stany Zjednoczone Ameryki, wojska japońskie poddały się wojskom KMT, a nie KPCh. Sytuacja inaczej wyglądała w Mandżurii, gdzie KMT nie miała swoich sił więc Japończycy poddali się wojskom ZSRR. W pierwszych powojennych negocjacjach pokojowych w Chongqing w dniu 28 sierpnia 1945 roku uczestniczyli zarówno Czang i Mao. 10 października 1945 roku obaj przywódcy zawarli pokój co nie przyniosło jednak żadnych konkretnych rezultatów – walki między stronami wywiązały się na nowo. Walki na wielką skalę wywiązały się, gdy ZSRR odmówił KMT oddania władzy nad Mandżurią, a wycofując się umożliwił wkraczanie na obszar regionu wojsk KPCh. Wojska KMT wsparte przez lotnictwo amerykańskie rozpoczęły walki z siłami komunistycznymi na północy kraju. 14 listopada 1945 roku siły KMT rozpoczęły ofensywę mającą na celu umożliwienie KPCh powiększenia kontrolowanych obszarów. Komuniści przeprowadzili kontrofensywę w wyniku której KPCh objęło kontrolę nad niemal całym półwyspem Szantung (z wyjątkiem miejsc znajdujących się pod kontrolą armii USA). Mimo rzeczywistego trwania wojny rozejm oficjalnie rozwiązano w czerwcu 1946 roku.
W chwili rozpoczęcia kolejnego etapu wojny domowej na prowadzenie z góry wysuwali się komuniści. Ich armia wzrosła do 1,2 miliona żołnierzy, milicja z kolei do dwóch milionów. Komuniści kontrolowali jedną czwartą terytorium kraju i jedną trzecią ludności. Ponadto ZSRR przekazał KPCh znaczną ilość dostaw broni przechwyconej od Japończyków. Komuniści znacznie zwiększyli swoje poparcie obiecując reformę rolną – w ten sposób do wojsk KPCh dołączyła ogromna liczba bezrolnych i głodujących chłopów. KPCh zyskała niemalże nieograniczoną liczbę ludzi przeznaczonych zarówno do walki, jak i celów logistycznych. USA ciągle wspierało słabnące siły Kuomintangu. Ponad 50 tysięcy marines zostało wysłanych do ochrony strategicznych punktów, a 100 tysięcy żołnierzy amerykańskich do przybrzeżnej prowincji Szantung. Armia amerykańska ponadto przeszkoliła ponad 500 tysięcy wojskowych KMT i przerzucała siły narodowców na przechwycone od komunistów strefy. Rząd narodowców otrzymał kredyty warte setki milionów dolarów – w ciągu mniej niż dwóch lat po wojnie chińsko-japońskiej, KMT otrzymał 4,43 miliarda dolarów.
KMT osłabione zostało też przez masowe protesty studentów i intelektualistów na które odpowiadało zresztą brutalnymi represjami. Inną przyczyną kryzysu KMT były wewnętrzne walki frakcyjne. Chaos w KMT spowodował masowe dezercje w wyniku których z dwu milionowej armii uciekło aż milion żołnierzy. Na wiosnę i jesieni 1948 roku komuniści przejęli znaczne tereny na południe od Wielkiego Muru, w kwietniu zajęli miasto Luoyang, a na jesieni prowincję Shandong i Jinan. Na początku 1949 roku niemal całe Środkowo-Wschodnie Chiny znalazły się pod rządami KPCh. W wyniku kampanii Pingjin trwającej od 21 listopada 1948 do 31 stycznia 1949 roku komunistom udało się podbić całe północne Chiny. 21 kwietnia siły komunistów przekroczyły rzekę Jangcy, a 23 zdobyły stolicę rządu KMT, Nankin. KMT po utracie stolicy wycofał się do Guangzhou. Również ta siedziba padła pod naporem komunistów w obliczu czego KMT 25 listopada przeniósł się do Chongqing, a następnie Chengdu. Po zajęciu niemal całych kontynentalnych Chin wojska KMT wraz z około dwoma milionami zwolenników partii w grudniu wycofały się na wyspę Tajwan. W tym czasie komunistyczna Armia Ludowo-Wyzwoleńcza rozbiła resztki sił KMT na południu.

### Jako przywódca Chin
1 października 1949 roku Mao Zedong proklamował Chińską Republikę Ludową ze stolicą w Pekinie. Po utworzeniu ChRL pozostało jedynie kilka kuomintangowskich punktów oporu które zostały jednak zdobyte do maja 1950 roku. Z kolei w grudniu 1949 roku Czang ogłosił Tajpej na Tajwanie tymczasową stolicą kuomintangowskiej Republiki Chińskiej i w dalszej mierze rościł sobie prawo do sprawowania władzy w całych Chinach. W przeciągu 1950 roku komuniści ruszyli na kontrolowane przez KMT przybrzeżne wyspy Hajnan, Wanshan i Zhoushan. Wszystkie z tych wysp zostały zbrojnie podporządkowane KPCh.
Po utworzeniu ChRL Mao mianowany został na przewodniczącego Centralnego Rządu Ludowego. W tym okresie rządów Mao nazywany był Przewodniczącym Mao (毛主席, Máo Zhǔxí) lub Wielkim Liderem Przewodniczącym Mao (伟大领袖毛主席, Wěidà Lǐngxiù Máo Zhǔxí). Po objęciu władzy zamieszkał w zespole budynków Zhongnanhai nieopodal pekińskiego Zakazanego Miasta. W 1950 odbył podróż do Moskwy, w trakcie której wynegocjował zwrot przez ZSRR zagarniętych w 1945 portów Lüshun i Dalian, a także Kolei Wschodniochińskiej. W tym samym roku wojska chińskie dokonały interwencji w Tybecie w wyniku której włączono ten region w skład ChRL. W 1954 objął stanowisko przewodniczącego ChRL, z którego zrezygnował 5 lat później. Jednakże do końca życia (z przerwami) zachował faktyczną władzę nad państwem.

#### Reforma rolna, umacnianie władzy i wielki skok naprzód
Mao wprowadził w życie reformę rolną, na skutek której ziemie bogatych chłopów rozdano ubogim. Na polecenie Mao, by nie powstrzymywać nadmiernej przemocy, publicznie osądzonych posiadaczy ziemskich tłuczono na śmierć na miejscu, lub zachowywano do późniejszej egzekucji. Według Mao, bezpośredni udział chłopstwa w mordowaniu obszarników, skutecznie wiązał chłopów ze sprawą Partii. Pod koniec 1952 co najmniej milion byłych właścicieli ziemskich i członków ich rodzin zostało zabitych, aczkolwiek liczba ta może być dwu- lub trzykrotnie wyższa. W wyniku reformy pośród 300 milionów chłopów rozdzielono 47 milionów hektarów ziemi. Ponadto znacjonalizowano głównie wartość zagraniczną, własność miejscowej burżuazji jednak pozostała prywatna. Równocześnie w celu umocnienia władzy rozpoczęto Kampanię Zwalczania Kontrrewolucjonistów. Represje tej kampanii były skierowane przeciwko byłym urzędnikom Kuomintangu, biznesmenom oskarżonym o nieuczciwe dochody oraz pracownikom zachodnich firm i intelektualistom niechętnym nowemu rządowi. Na skutek kampanii zginąć mogło około 700 tysięcy ludzi (według samego Mao) lub też jak podają inne do 800 tysięcy.
W 1951 Mao Zedong ruszył z dwiema kolejnymi kampaniami mającymi oczyścić obszary miejskie z korupcji. O ile pierwsza kampania skupiła się na rządzie i urzędnikach partyjnych, kolejna została skierowana przeciwko elementom kapitalistycznym. Na przełomie 1953 i 1954 roku opracowano założenia tzw. okresu przejściowego od kapitalizmu do socjalizmu (doktryna zakładała, że w przeciągu 15–18 lat przeprowadzi się industrializację, kolektywizację i nacjonalizację). Po konsolidacji władzy uruchomił pierwszy plan pięcioletni (1953–1958). Plan miał na celu zakończenie uzależnienia gospodarki Chin od rolnictwa i skierowanie kraju w stronę uzyskania pozycji potęgi światowej. Z pomocą Związku Radzieckiego zostały wybudowane nowe zakłady przemysłowe. W 1954 roku uchwalono nową konstytucję. Sukces pierwszego planu pięcioletniego zachęcił Mao do rozpoczęcia drugiego planu pięcioletniego znanego jako wielki skok naprzód. Rozpoczęcie wielkiego skoku naprzód oznaczało drastyczne skrócenie okresu przejściowego. Mao rozpoczął też przyśpieszoną kolektywizację. KPCh podjęła się też innych reform: wprowadziła kontrolę cen, uprościła znaki pisemne (co miało ułatwić naukę czytania i pisania) oraz rozpoczęła projekty uprzemysłowienia. W 1958 roku zainicjował politykę „trzech czerwonych sztandarów” („wielki skok”, komuny ludowe, „linia generalna”).

#### Rewolucja kulturalna
Po klęsce wielkiego skoku naprzód Mao został odsunięty na boczny tor w efekcie czego skupił się na rywalizacji ideologicznej z przeciwnikami wewnątrz partii. Władza w państwie należała do umiarkowanych polityków skupionych wokół Przewodniczącego ChRL Liu Shaoqi, do których zaliczali się m.in. Deng Xiaoping i Chen Yun. W 1966 roku obawiając się zupełnego odsunięcia z partii zaczął planować swój powrót na szczyt, połączony z rozprawą z politycznymi przeciwnikami. Powrócił do wielkiej polityki organizując ruch społeczno-polityczny znany jako rewolucja kulturalna. Politycy ci zapoczątkowali okres tzw. „regulacji gospodarki”, wyprowadzając kraj z będącej wynikiem wielkiego skoku ruiny gospodarczej. Zakończona sukcesem poskokowa polityka ekonomiczna doprowadziła do szybkiego rozwoju rolnictwa i przemysłu lekkiego. Rewolucja stanowiła próbę wyeliminowania jego politycznych rywali i wprowadzenia w życie własnych koncepcji ideologicznych (maoizmu). Mao skrytykował politykę gospodarczą Liu Shaoqi jako drogę do przywrócenia kapitalizmu i rozpoczął powrót do pierwotnych założeń gospodarczych KPCh eliminując przy tym umiarkowane skrzydło partii.
Jeszcze w 1969 roku jako swojego następcę wybrał Lin Biao. Relacje między nim a Mao pogorszyły się w 1970 roku, gdy wpływy Lina w partii uczyniły go drugim człowiekiem w państwie. W efekcie, gdy w 1971 roku doszło do katastrofy lotniczej, w której zginął Lin Biao, media być może w celu dyskredytacji polityka podały do informacji, że zginął on w trakcie próby przedostania się do ZSRR będącego głównym wrogiem Chin. Według niektórych źródeł katastrofa była w istocie zamachem zleconym przez Mao lub Zhou Enlaia, którzy obawiali się Lin Biao.

### Polityka zagraniczna
Ambicją Mao było uczynienie z Chin światowego mocarstwa. Początkowo miał nadzieję, że nastąpi to z pomocą ZSRR. W 1950 r. podpisano traktat radziecko-chiński. Jego warunki okazały się niekorzystne dla Chin, co wywołało powstanie nieufności. Niemal wszystkie gwarantowane traktatem radzieckie pożyczki miały być przeznaczone na zakup uzbrojenia w ZSRR. Dodatkowo traktat zapewniał ZSRR wyłączność w dostępie do rynków w Mandżurii i Sinciangu. Mao stwierdził, że Chiny nie są traktowane na równi z drugim sygnatariuszem, jednak już od powstania ChRL, radziecki dyktator, Stalin nie krył, że traktuje Chiny jako słabszego partnera. Mao potrzebował pomocy ZSRR, jednak nie godził się na takie lekceważące traktowanie.
W październiku 1950 r. podjął decyzję o wysłaniu Ludowej Armii Ochotniczej do Korei, gdzie stoczyła ona walki z siłami ONZ. Mao uznał tę sytuację za możliwość uzyskania przewagi nad Stalinem. Stalin nie chcąc otwarcie mieszać się w konflikt poprosił Chiny o wsparcie militarne sił północnokoreańskich. Mao chcąc wykorzystać to dla własnych celów poprosił ZSRR o pomoc wojskową, w tym wsparcie lotnictwa. Stalin zgodził się na wysłanie Chińczykom sprzętu wojskowego. Wojska chińskie liczyły 250 tysięcy żołnierzy. Gdy okazało się, że Sowieci nie wysłali do Korei samolotów, armia chińska musiała stawić samotnie czoła wojskom ONZ. Chińscy przywódcy byli sfrustrowani i rozczarowani zdradą. Mao wzywał Stalina do wzmocnienia chińskiego potencjału militarnego. Stalin zgodził się na przysłanie amunicji, ale zwlekał z przekazaniem technologii przemysłu zbrojeniowego. Te wydarzenia przekonały szybko Mao, że Chiny muszą być samowystarczalne i wpłynęły na jego decyzję o planie pięcioletnim.
ChRL starała się o miejsce w ONZ co udało się ostatecznie w 1971 roku, gdy ChRL zastąpiła Republikę Chińską na Tajwanie.

#### Konflikt z Tajwanem

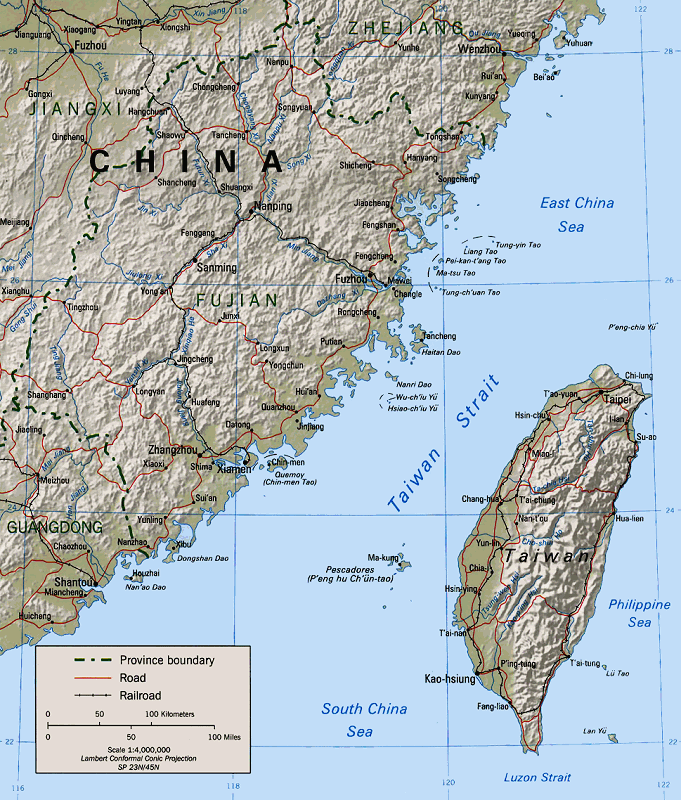
Cieśnina Tajwańska

Od początku istnienia na Tajwanie rządu Kuomintangu starcia między oboma państwami chińskimi były nagminne. Pod kontrolą nacjonalistów pozostały oprócz Tajwanu archipelagi Zhoushan, Dachen, Peskadory, Kinmen i Mazu. W maju 1950 roku wojska Kuomintangu wycofały się ze Zhoushan Qundao celem wzmocnienia obrony Tajwanu. Chiny Ludowe bardziej odważne czuły się ze względu na fakt iż większość Chińczyków była negatywnie nastawiona do Kuomintangu, a Amerykanie będący dotychczasowym sojusznikiem partii byli niechętni pomóc osobie Czang Kaj-szeka, sprzyjając ugodowemu prezydentowi Li Zongrenowi (odsuniętemu od władzy przez Czanga po ewakuacji na Tajwan). Prezydent USA Harry Truman ogłosił, że Stany Zjednoczone nie będą mieszać się w spór wokół Cieśniny Tajwańskiej i nie będą interweniować w przypadku inwazji komunistów na Tajwan. Sytuację zmienił wybuch wojny koreańskiej – Truman wysłał wówczas flotę z zadaniem neutralizacji Cieśniny Tajwańskiej. Zapobiegło to ewentualnej komunistycznej inwazji, a jednocześnie uniemożliwiało głoszony przez Czanga „powrót na kontynent”. Rząd ChRL oskarżył oficjalnie USA o okupację chińskiego terytorium. Wokół Cieśniny narastał coraz ostrzejszy kryzys. 2 grudnia 1954 roku USA i rząd w Tajpej zawarły traktat sojuszniczy, w którym Stany Zjednoczone zobowiązały się do obrony Tajwanu i Peskadorów, nie uwzględniając jednak kontrolowanych przez KMT wysepek u wybrzeży Chin. Mao wykorzystał lukę w tajwańsko-amerykańskim sojuszu i 18 stycznia następnego roku jego oddziały dokonały inwazji na wysepkę Yijiangshan u wybrzeży Zhejiangu. Oddziały wierne ChRL rozbiły tajwański garnizon. Kongres Stanów Zjednoczonych upoważnił prezydenta Eisenhowera do użycia sił zbrojnych w celu zabezpieczenia suwerenności Tajwanu do czego jednak nie doszło, a Tajwańczycy z pomocą USA ewakuowali cały archipelag Dachen, który w ten sposób przeszedł bez walki pod kontrolę komunistów. Chińska interwencja zakończona sukcesem wzmogła wojowniczą retorykę Mao który określił wówczas USA mianem papierowego tygrysa, na którego należy patrzeć z góry.
Konflikt odżył w sierpniu 1958 roku, gdy nadbrzeżne baterie ChRL niespodziewanie otworzyły intensywny ogień na wyspy Kinmen i Mazu. W odpowiedzi rząd Stanów Zjednoczonych natychmiast skierował do Cieśniny Tajwańskiej ciężką flotę; USA znalazły się na granicy konfliktu zbrojnego z Chinami. Do konfrontacji obu stron jednak nie doszło, a Chińczycy ograniczyli ostrzał do dni parzystych i udzielili rządowi amerykańskiemu łącznie ponad 400 „poważnych ostrzeżeń”. Niespodziewanie największy sojusznik Chin, ZSRR, zadeklarował, że solidarność z ChRL dotyczy jedynie obrony jej terytorium, ale nie inwazji na Tajwan, co później stało się jedną z przyczyn rozłamu chińsko-radzieckiego. Konfrontacja zbrojna ograniczyła się do walk myśliwców chińskich MiG-15 z tajwańskimi F-86. Dążący do zachowania status quo Amerykanie ogłosili w stosunku do Tajpej podobną deklarację jak Moskwa wobec Pekinu, zobowiązując się bronić niezależności rządu na Tajwanie, lecz nie pozwalając na inwazję kontynentu.
Nie jest dzisiaj jasne, czy Mao w 1958 roku poważnie rozważał inwazję na Tajwan. Posiadane wówczas przez Chiny amfibie pozwalały na przetransportowanie przez Cieśninę Tajwańską w pierwszym rzucie tylko 30 tysięcy żołnierzy, a wszystkie będące w dyspozycji statki 300 tysięcy, co było niewystarczającą liczbą do podboju wyspy. Z drugiej strony poddanie Kinmen i Mazu podważałoby dalszy sens istnienia władz Republiki Chińskiej na Tajwanie. W obliczu patowej sytuacji armia chińska 5 października zaprzestała ostrzału pozycji tajwańskich kończąc tym samym trwającą od początku lat 50. groźbę chińskiej interwencji na wyspie. Radzieckie kierownictwo w odpowiedzi na wojowniczą politykę ChRL zakończyło radziecko-chiński program nuklearny i projekty wsparcia industrializacji w Chinach.

#### ZSRR

##### Rozłam radziecko-chiński

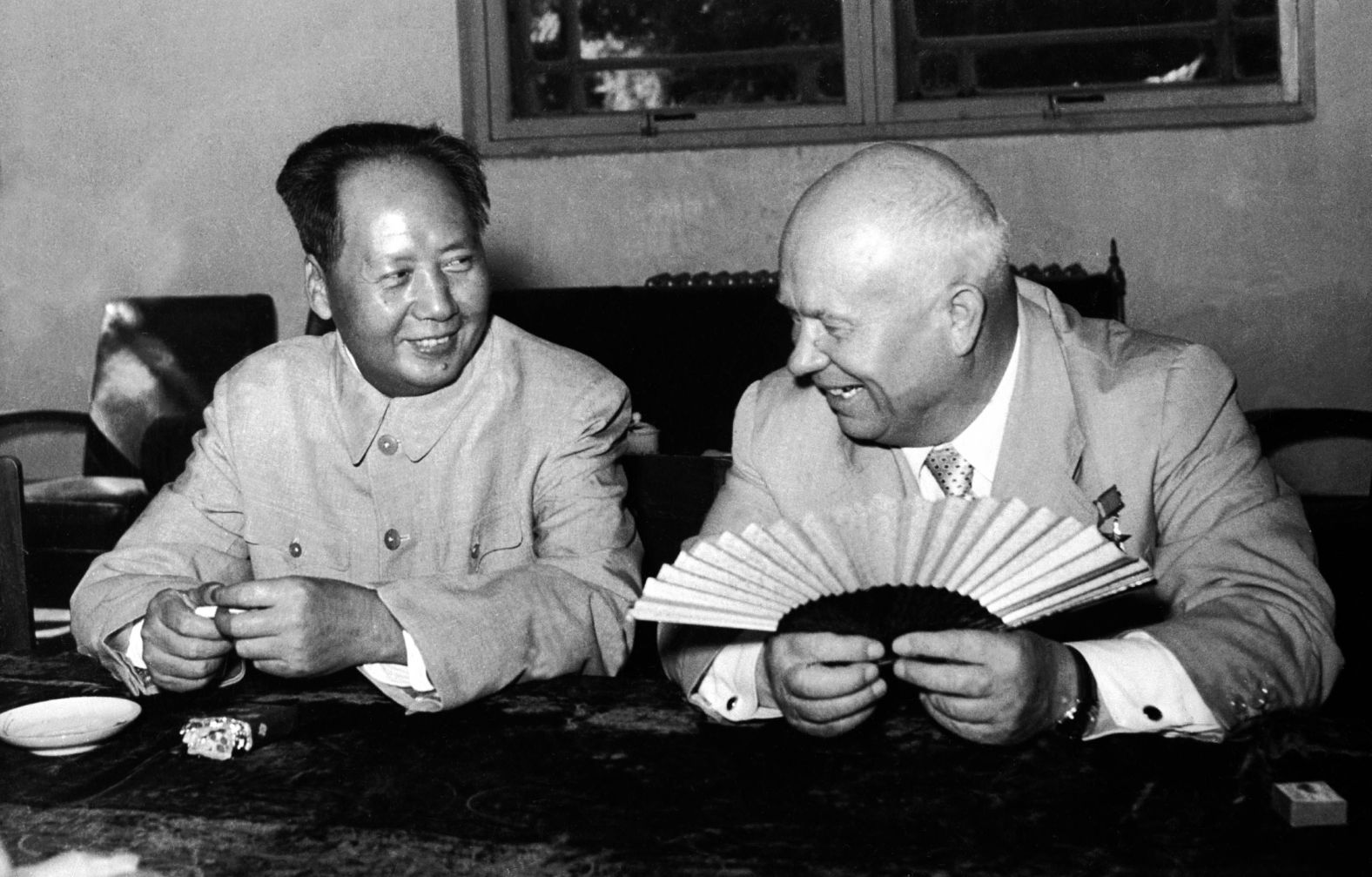
Mao Zedong i Nikita Chruszczow, 1958

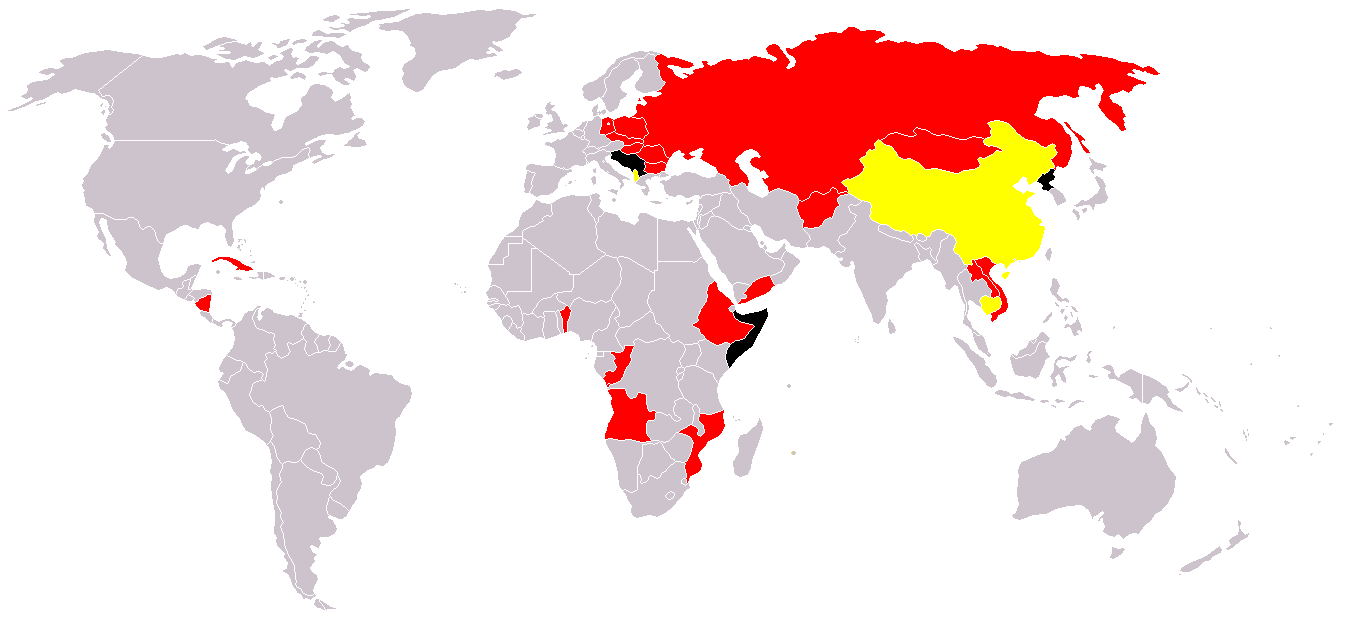
Państwa demokracji ludowej oznaczone na czerwono opowiedziały się za ZSRR, a oznaczone na żółto za ChRL. Korea Północna, Somalia i Jugosławia, oznaczone na czarno, nie opowiedziały się po żadnej ze stron

Okres po 1956 był okresem niepowodzeń ZSRR. Przyczyną rozłamu między ChRL a ZSRR był m.in. konflikt pomiędzy Mao Zedongiem a Nikitą Chruszczowem. Mao bronił Stalina, podczas gdy Chruszczow poddał go ostrej krytyce. Ponadto Mao uważał nowego lidera ZSRR za tego, który zatracił rewolucyjne ideały. Z drugiej strony Chruszczow, w kontekście stosunku do wojny jądrowej, określił Mao jako „szaleńca na tronie”. Od 1958 oba mocarstwa nie szczędziły sobie krytyki. Sowieci oskarżali Chińczyków o nacjonalizm, a Chińczycy Sowietów – o rewizjonizm. Mao krytykował m.in. wznowienie przez ZSRR stosunków dyplomatycznych z Jugosławią, rozwiązanie Kominformu i doktrynę pokojowego współistnienia. Podczas swoich dwóch wizyt w Pekinie (1958 i 1959), Chruszczow potępił realizowaną w Chinach kampanię „wielkiego skoku”. Przywódca ZSRR miał również Mao Zedongowi za złe, że samowolnie sprowokował w 1958 zbrojny konflikt w Cieśninie Tajwańskiej, bez uprzedniego poinformowania Moskwy. Mao miał z kolei żal do Chruszczowa, że nie udzielił wówczas Chinom poparcia.
W atmosferze narastającego konfliktu ZSRR zerwał w 1959 porozumienie o dostawie do Chin technologii wojskowych i broni atomowej. Chińczycy natomiast odmówili zgody na budowę na swoim terytorium radzieckiej rozgłośni radiowej i odrzucili plany utworzenia wspólnej marynarki wojennej. Północnemu sąsiadowi Chin, nie podobała się też ścieżka gospodarcza przyjęta przez Chiny. Industrializacja zacofanego kraju takiego jak Chiny, zmusiła Mao do przyjęcia zasady „opierania się na własnych siłach”, co oznaczało typową dla stalinizmu (odrzuconego w ZSRR) akumulację kapitału kosztem potrzeb ludności, model ten doprowadził do konfliktu z wyżej rozwiniętym północnym sąsiadem. Istotną przyczyną rozłamu były też mocarstwowe ambicje ChRL.
Rozłam został ostatecznie przypieczętowany latem 1960. Wówczas rząd Chin usunął z kraju wszystkich radzieckich ekspertów. Na naradzie partii komunistycznych i robotniczych świata w Moskwie w 1960 delegacja KPCh potępiła politykę „pokojowego współistnienia”. Jeszcze w tym samym roku Chińczycy opublikowali zbiór Niech żyje leninizm, który rozkolportowany został też poza granicami Chin. Ukazanie się tej pracy uważane jest za początek chińskich prób zdobycia hegemonii w ruchu komunistycznym. Od 1960 Chińczycy rozpoczęli swoją ofensywę, próbując wykorzystywać do tego przeróżne okazje, a przede wszystkim agitując na rzecz maoizmu na forach takich organizacji, jak: Światowa Federacja Związków Zawodowych, Światowa Federacja Młodzieży Demokratycznej czy Światowa Federacja Kobiet. Do pierwszej konfrontacji maoistów z pozostałymi przedstawicielami ruchów komunistycznych doszło w listopadzie 1960 na naradzie 81 partii robotniczych i komunistycznych. Delegaci z Chin zakwestionowali tezy o możliwości pokojowej budowy socjalizmu i strategię innych partii.
W 1961 Zhou Enlai na XXII Zjeździe Komunistycznej Partii Związku Radzieckiego skrytykował KPZR i przeciwstawił hasła maoistowskie hasłom radzieckim. Podobną taktykę przyjęły delegację chińskie na innych zjazdach partii komunistycznych. W 1962 w organie KPCh, Renmin Ribao, ukazał się artykuł, który przedstawił ruch robotniczy jako dzielący się na rewizjonistów (większość) i rewolucjonistów (mniejszość). Na naradzie partii komunistycznych z 1960 okazało się, że większość ugrupowań odrzuca maoizm. 14 czerwca 1963 Chińczycy wysłali do Komitetu Centralnego KPZR 25-punktowy list, w którym domagali się zaakceptowania przez partię radziecką postulatów maoistycznych. KC KPZR podjął się prób dyskusji z Chińczykami, lecz zostały one przez stronę chińską odrzucone. Po nieudanych rozmowach, KC KPZR rozesłał listy do organizacji partyjnych, w których poinformował o tym, że Chińczycy dążą do narzucenia ruchowi komunistycznemu swojego punktu widzenia, który został określony przez KC KPZR jako sekciarski i dogmatyczny. W 1963 prasa chińska oskarżyła ZSRR o restaurację kapitalizmu, a w 1964 ChRL wystąpiła z pretensjami terytorialnymi wobec ZSRR. Równocześnie głoszono, że centrum rewolucji światowej przesuwa się do Chin („Wiatr ze wschodu przeważa nad wiatrem z zachodu”).
Po rozłamie Chruszczow próbował wielu desperackich prób przywrócenia sojuszu z Chinami, jednak Mao uważał je za bezużyteczne i odmawiał wszelkich negocjacji. Rozłam wpłynął na propagandową rywalizację obu stron wewnątrz ruchu komunistycznego. Konflikt nasilił się w połowie lat 60. XX w. Chiny uznały wówczas dotychczasową pomoc radziecką za zbyt małą, wysunęły także pretensje terytorialne wobec terenów zagarniętych przez carską Rosję w XIX wieku (Kraj Nadmorski, Władywostok). Z państw socjalistycznych po stronie Chin opowiedziały się jedynie Albania i, w latach 70., Demokratyczna Kampucza. Po rozłamie Chiny wielokrotnie krytykowały politykę ZSRR, potępiły m.in. interwencję Układu Warszawskiego w Czechosłowacji i poparły tamtejszego liberalnego przywódcę Alexandra Dubčeka. Odrzucił on też doktrynę Breżniewa usprawiedliwiającą interwencje Układu Warszawskiego w krajach socjalistycznych.

##### Konflikt nad Ussuri
Pod koniec lat 60., za czasów kadencji Leonida Breżniewa, doszło do starć granicznych pomiędzy ZSRR a Chinami. Do starć dochodziło od 23 stycznia 1969. Niewielkie oddziały chińskie wkraczały na skutą lodem rzekę, dochodziło do wymiany ognia z wojskami ochrony pogranicza w rejonie wyspy Damanskij. Dochodziło do walk wręcz i rozrzucania materiałów o charakterze propagandowym. Pogranicznicy radzieccy otrzymali zakaz używania broni. Konflikt rozszerzył się w marcu. Doszło wówczas do starć na linii brzegowej, które miały też przesunąć się na pustynny teren Kazachstanu, gdzie 13 sierpnia w okolicach Żałanoszkol w obwodzie semipałatyńskim granicę przekroczyło 300 żołnierzy Chińskiej Armii Ludowo-Wyzwoleńczej. Po godzinnej bitwie Chińczycy wycofali się. Sowieci poinformowali o 2 zabitych i 11 rannych.
W ZSRR rozważano możliwość prewencyjnego ataku rakietowego na chińskie instalacje jądrowe. Walki chińsko-radzieckie trwały do końca kwietnia 1969. Zginęło co najmniej 48 żołnierzy radzieckich i być może 1000 Chińczyków. Efektem ubocznym walk było zdobycie przez Chińczyków i poznanie nowego radzieckiego uzbrojenia, w szczególności czołgu T-62 uzbrojonego w działo gładkolufowe o dużej wówczas skuteczności.

##### Sojusz z Albanią

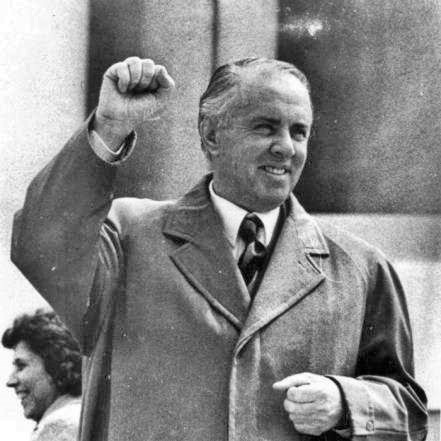
Enver Hoxha, prochiński przywódca Albanii

Po destalinizacji w podobnej sytuacji co Chiny, znalazła się Albania rządzona przez Envera Hoxhę. Hodża odwiedził Chiny i spotkał się z Mao. Po wizycie pomoc Chin dla Albanii wzrosła do 21,6% (w 1955 było to 4,2%). Jednocześnie, aby zatrzymać Albanię w bloku wschodnim, pomoc dla niej zwiększył Chruszczow. Jego starania załamały się jednak po spotkaniu z Sofoklesem Venizelosem, greckim politykiem lewicy. W trakcie spotkania z Venizelosem, Chruszczow wypowiedział się za koncepcją nadania greckiemu Epirowi Północnemu statusu autonomii, co nie spodobało się rządowi Albanii. Działania Hodży były krytykowane przez Chruszczowa w podobnych tonach co działania Chińczyków. W trakcie jednego ze spotkań działaczy komunistycznych, po przemówieniu hiszpańskiej komunistki Dolores Ibárruri, Chruszczow wstał z krzesła i stwierdził, że Hodża był jak pies, który gryzie karmiącą rękę, i że zachował się bardziej „bezwstydnie” niż Mao Zedong.
W rezultacie doszło do zbliżenia obu antyrewizjonistycznych krajów. W trakcie realizacji trzeciego albańskiego planu pięcioletniego, Chiny udzieliły Albańczykom pożyczek w wysokości 125 mln dolarów na budowę dwudziestu pięciu fabryk chemicznych, hut i instalacji elektrycznych. W porównaniu do dawnych sojuszników Albanii – Jugosławii i ZSRR, Chiny miały najmniejszy wpływ ekonomiczny w Albanii. Chiny nigdy nie ingerowały w produkcję gospodarczą Albanii. Technicy chińscy otrzymywali takie same płace jak pracownicy albańscy. Było to więc inaczej, niż w przypadku techników sowieckich, którzy niekiedy pracowali za ponad trzykrotnie większe płace niż sam Hodża. Pomoc przyznana z Chin była nieoprocentowana i nie musiała być spłacona, dopóki Albania nie mogła sobie na to pozwolić. Pod względem strategicznym Adriatyk był atrakcyjny dla Chin. Chińczycy wierzyli, że pozwoli on im na zdobycie z pomocą Albanii nowych sojuszników w Europie, co jednak się nie udało. W styczniu 1964 Albanię odwiedził Zhou Enlai. 9 stycznia podpisano w Tiranie wspólne oświadczenie chińsko-albańskie. Stwierdzono w nim, że stosunki między krajami socjalistycznymi muszą opierać się na zasadach pełnej równości, poszanowania suwerenności terytorialnej i niepodległościowej oraz nieingerencji w sprawy wewnętrzne państw. Pomoc powinna być oparta na zasadach proletariackiego internacjonalizmu. Postulowano sprzeciwienie się szowinizmowi i narodowemu egoizmowi w stosunkach między krajami socjalistycznymi.
Albania i Chiny broniły „czystości” marksizmu-leninizmu, atakując zarówno „amerykański imperializm”, jak i „radziecki i jugosłowiański rewizjonizm”. W „teorii podwójnego przeciwnika”, Jugosławia postrzegana była jako oddział amerykańskiego imperializmu i sabotażysta wobec światowej rewolucji. Poglądy te przyczyniły się do pogorszenia wzajemnych relacji, gdy Chiny zaczęły odchodzić od tej polityki. W przeciwieństwie do sojuszu z ZSRR lub Jugosławią, sojuszowi z Chinami, brakowało organizacyjnej platformy regulacji i koordynacji polityki. Mao wygłosił przemówienie 3 listopada 1966, w którym nazwał Albanię jedynym państwem marksistowsko-leninowskim w Europie. Ostrzegł, że atak na Albanię ze strony „imperialistów amerykańskich” lub „rewizjonistów radzieckich” spotka się z kontrakcją ze strony Chin. Także i Hodża wygłosił przemówienie w podobnym tonie. Stosunki Albanii z ChRL zaczęły się pogarszać po 15 lipca 1971, gdy Chiny odwiedził prezydent Stanów Zjednoczonych, Richard Nixon. Hodża poczuł się zdradzony. 6 sierpnia wysłał pismo KC Albańskiej Partii Pracy do KC KPCh, w którym nazwał Nixona „szalonym antykomunistą”. W odpowiedzi dowiedział się, że Chiny ograniczą pomoc dla Albanii.

#### Relacje z Indiami i Pakistanem

##### Próby nawiązania przymierza chińsko-indyjskiego
W okresie międzywojennym lider indyjskiego ruchu niepodległościowego, Jawaharlal Nehru wiązał z Chinami duże nadzieje. W tych poglądach utwierdziły go wizyta w Chinach i sukces chińskiej rewolucji ludowej. Uważał, że władza KPCh pozytywnie wpłynie na relacje jego państwa z Indiami. Indie uznały oficjalnie ChRL 30 grudnia 1949 roku. Nehru poparł włączenie ChRL do ONZ i odmówił uznania Chin za agresora w konflikcie koreańskim. Sprawą, która potencjalnie mogła zakłócić stosunki między Indiami a ChRL, było rozszerzenie ChRL na Tybet, Nehru zajął w tej kwestii stanowisko pojednawcze. Zwrócił się do Pekinu, prosząc o powściągliwość i poszukiwanie pokojowego rozwiązania sprawy Tybetu, tak aby nie zagroziło to przyjęciu Chin do ONZ i innych organizacji międzynarodowych. W latach 50. ugruntowane zostały bliskie stosunki Indii z ChRL. Nehru uważał, że Chiny i Indie mogą zlikwidować przepaść między demokracjami ludowymi a państwami kapitalistycznymi. W 1954 roku Nehru podpisał z Chinami pięć zasad pokojowego współistnienia znanego w Indiach jako Pańcza Sila (od słowa Pańcza: pięć, Sila: cnoty). Był to zestaw zasad, które regulowały stosunki indyjsko-chińskie, ich pierwsza oficjalna kodyfikacja w postaci traktatu została zawarta w umowie między Chinami i Indiami w 1954 roku. Zostały one zawarte w preambule do umowy między Tybetańskim Regionem Chin a Indiami, podpisanej w Pekinie w dniu 29 kwietnia 1954 roku.
W późniejszych latach doszło do chińsko-indyjskich sporów granicznych, a Nehru udzielił azylu politycznego Dalajlamie.

##### Wojna chińsko-indyjska
Od 1959 roku, a z największym natężeniem w 1961 r., Indie prowadziły politykę tworzenia posterunków wojskowych na spornych obszarach granicy chińsko-indyjskiej, w tym czasie powstały 43 placówki na terenie wcześniej niekontrolowanym przez Indie. Po atakach armii chińskiej na część z tych obiektów rozpoczęły się regularne starcia między Indiami a Chinami. W wyniku działań zbrojnych, Chiny wycofały się do przedwojennych linii strefy wschodniej w Tawang, zachowały przy tym Aksai Chin należące dawniej do Indii Brytyjskich. Indie były w stanie wysłać do strefy działań zbrojnych jedynie 14 tysięcy żołnierzy, a rząd został skrytykowany za brak skutecznej obrony granic. Nehru aby zapewnić Indiom bezpieczeństwo nawiązał bliższe stosunki z USA, uzyskując pomoc militarną ze strony tego państwa. Dobre stosunki Nehru i prezydenta USA Johna F. Kennedy’ego okazały się w czasie wojny przydatne. W 1962 roku związany z Amerykanami prezydent Pakistanu Ayub Khan, zagwarantował Indiom nieagresję.
Wojna położyła kres wcześniejszym nadziejom na utworzenie bloku państw azjatyckich na czele z Indiami i Chinami, który w czasie zimnej wojny, będzie w stanie przeciwstawić się wpływom bloków zachodniego i wschodniego. Pod koniec wojny wojsko indyjskie wyszkoliło tybetańskie siły zbrojne, składające się z tybetańskich uchodźców w Indiach, oddziały uchodźców uczestniczyły następnie w wojnach z Pakistanem w latach 1965 i 1971, rząd Indii nawiązał też kontakty z tybetańskimi rewolucjonistami na terenie Tybetu.

##### Normalizacja stosunków z Indiami
Pięć zasad z czasów Nehru umocniło się w okresie rządów Indiry Gandhi i trzyletnich rządów Partii Ludowej (1977–1980). Relacje między państwami ponownie ochłodziły się, gdy w 1975 roku Sikkim został włączony w skład Indii co zostało potępione przez Chiny.

##### Relacje z Pakistanem
Huseyn Shaheed Suhrawardy jako pierwszy pakistański premier odwiedził Chiny w 1957. Przewodził delegacji, w skład której wchodził profesor Ahmed Ali, pierwszy poseł Pakistanu w Chinach (1951–1952). Pakistan ustanowił w Pekinie swoją ambasadę i wzmocnił dyplomatyczną przyjaźń między obydwoma państwami, tworząc drogę do przyszłego sojuszu Pakistanu i ChRL. Do poprawy relacji Chin z Pakistanem doszło w okresie rządów prezydenta Ayub Khana i Zulfikara Ali Bhutto jako ministra spraw zagranicznych. Bhutto popierał politykę jednych Chin – Pakistan uznawał ChRL, choć wiele państw w tym okresie za prawowity rząd chiński uznawało rząd Kuomintangu. Gdy w 1964, ZSRR, państwa bloku wschodniego (poza Albanią) i wielu sojuszników bloku na świecie zerwały stosunki z ChRL ze względu na różnice ideologiczne, Pakistan dalej utrzymywał z Chinami dobre kontakty. Popierał Pekin w Radzie Bezpieczeństwa ONZ i próbował budować mosty między Chinami a Stanami Zjednoczonymi. Bhutto złożył oficjalną wizytę w Pekinie i spotkał się z Mao. Bhutto pomógł Ayubowi wynegocjować z rządem chińskim umowy handlowe i wojskowe. W zamian Chińczycy zgodzili się pomóc Pakistanowi w realizacji projektów militarnych i przemysłowych. 2 marca 1963 Bhutto podpisał traktat graniczny z Chinami. Na jego podstawie Chiny zyskały 750 km² Kaszmiru, którego włączenia do swojego państwa domagały się Indie. Rozwijanie współpracy z ChRL spotkało się z ostrą krytyką ze strony USA. Prezydent Lyndon B. Johnson wysłał do Ayub Khana list, w którym domagał się odsunięcia ministra Bhutto i utrzymywania przyjaznych więzi wyłącznie z wolnym światem. Styl kierowania MSZ przez Bhutto przyniósł mu jednak popularność wśród Pakistańczyków i większe wpływy w rządzie.
W 1962 na skutek wymiany terytorialnej zmniejszono granice z Indiami, a zwiększono granicę z ChRL. Gdy Pekin planował dokonać inwazji na północne obszary Indii, premier Chin Zhou i Mao zaproponowali Pakistanowi aby państwo to dołączyło się do ataku i tym samym zdobyło resztę kontrolowanego przez Indie Kaszmiru. Bhutto początkowo był przychylny chińskiemu pomysłowi jednak prezydent Ayub Khan sprzeciwił się pomysłowi ze względu na obawę indyjskiego kontrataku. Ayub Khan na wypadek chińskiej agresji zaproponował Indiom „wspólną obronę”, co Bhutto uznał za nieznajomość realiów polityki międzynarodowej prezydenta. Bhutto był świadomy tego, że mimo członkostwa Pakistanu w zachodnich sojuszach antykomunistycznych, Chiny powstrzymały się od krytyki Pakistanu. Gdy w latach 70. Bhutto przejął władzę najpierw jako prezydent, a następnie jako premier, relacje Pakistanu z Chinami zostały znacznie poprawione.

#### Afryka
W 1970 roku w Chinach złożyli wizytę Libijczycy, gdzie Muammar al-Kadafi i jego premier Abdessalam Jalloud podjęli nieudaną próbę przekonania Chińczyków do sprzedaży Libii taktycznej broni jądrowej. W rozmowach stronę chińską reprezentował Zhou Enlai. Bliskie stosunki nawiązał z państwami czarnej Afryki w tym z Zambią, w której władzę sprawował Kenneth Kaunda, i Tanzanią rządzoną przez Juliusa Nyerere. Mao za bliskie relacje odwdzięczył się tym afrykańskim przywódcom pomagając im przy budowie drogi kolejowej z Zambii do tanzańskiego portu Dar es Salaam oraz finansując inne zambijskie inwestycje gospodarcze.

### Wsparcie dla ruchów partyzanckich
Po nieudanym proteście w Południowej Afryce (z lutego 1955 roku), tamtejsza organizacja wyzwoleńcza, Afrykański Kongres Narodowy bezskutecznie próbowała zdobyć od popierających ich postulaty Chińczyków pomoc wojskową, rząd Chin uznał jednak że ANC nie jest dostatecznie przygotowana do walki partyzanckiej. Od lat 60. Chiny popierały, zbroiły i szkoliły przedstawicieli erytrejskiego ruchu niepodległościowego z Erytrejskiego Ludowego Frontu Wyzwolenia, partyzanci z tej grupy do lat 90. toczyli walki z rządem Etiopii. Lider organizacji i przyszły prezydent Erytrei Isajas Afewerki w latach 1966–1968 kształcił się w Chinach na kierunkach ideologii politycznych i wojny partyzanckiej. Chiny wsparły też inne ruchy niepodległościowe m.in. FRELIMO w Mozambiku, Afrykański Narodowy Związek Zimbabwe i SWAPO w Namibii. W walczącej o niepodległość Angoli Chiny pod wpływem prezydenta Tanzanii, Juliusa Nyerere wsparły Ludowy Ruch Wyzwolenia Angoli, następnie jednak zmieniły swoje stanowisko i poparły Narodowy Front Wyzwolenia Angoli którego wspieranie przedłużyły na okres wojny domowej jaką grupa toczyła z Ludowym Ruchem Wyzwolenia Angoli.
W trakcie wojny wietnamskiej wsparł siły Wietkongu walczące z Amerykanami i wojskiem Wietnamu Południowego. Chiny od końca lat 60. do początku lat 70. wspierały drugie powstanie malajskie prowadzone przez Armię Wyzwolenia Narodowego Malajów której to lider Chin Peng w 1961 roku przybył do Chin gdzie spotkał się z Deng Xiaopingiem. Chińczycy zgodzili się na nadawanie z chińskich obszarów radiostacji malajskich rebeliantów. Pomoc dla rebelii ustała w 1973 roku, gdy Chiny nawiązały oficjalne stosunki dyplomatyczne z rządem Malezji. W trakcie trwających od 1969 roku walk partyzanckich na Filipinach wysłał pomoc tamtejszym komunistycznym rebeliantom.
W wojnie w Zufarze w Omanie wysłał pomoc tamtejszym lewicowym rebeliantom wspieranym przez Jemen Południowy. Chiny Mao wsparły też działalność narodowowyzwoleńczego Ludowego Frontu Wyzwolenia Palestyny.

### Zbliżenie chińsko-amerykańskie

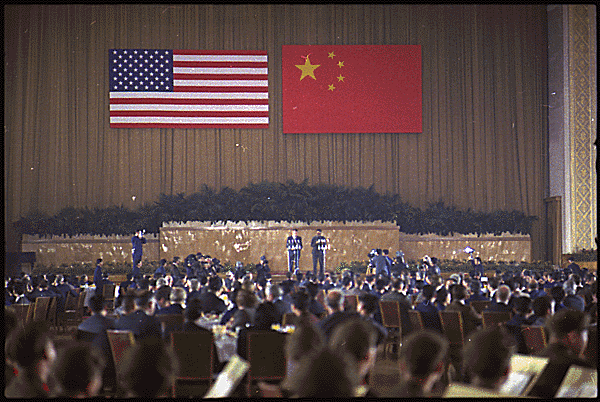
Nixon oraz Zhou Enlai na bankiecie

W lipcu 1971 roku doradca ds. bezpieczeństwa narodowego Richarda Nixona, Henry Kissinger, potajemnie odwiedził Pekin podczas wycieczki do Pakistanu. Od powstania ChRL w 1949 oba państwa nie utrzymywały stosunków dyplomatycznych. 21 lutego 1972 roku odbyła się oficjalna wizyta Richarda Nixona w Chinach. Wkrótce po przylocie Nixon spotkał się z Mao. Nixon był znany jako gorliwy antykomunista, ale mimo to w 1972 roku jako pierwszy prezydent USA odwiedził Chiny. Na koniec podróży rządy Chin i USA wydały komunikat szanghajski, który zawierał między innymi oświadczenie widoków na politykę zagraniczną. Kissinger oświadczył także, że Amerykanie będą dążyli do wycofania wszystkich swoich wojsk z Tajwanu. W komunikacie oba państwa zobowiązały się do normalizacji stosunków. USA wyraziło pogląd, że wszyscy Chińczycy po obu stronach Cieśniny Tajwańskiej utrzymują, że są tylko jedne Chiny. Wizyta zaowocowała ustanowieniem w stolicach obu krajów „misji łącznikowych”, nawiązanie pełnych stosunków dyplomatycznych w dalszym ciągu utrudniała kwestia Tajwanu.
Pomiędzy 1972 a 1973 Andy Warhol wykonał blisko 200 portretów Mao. Prace są jednymi z najbardziej rozpoznawalnych dzieł artysty.

## Spuścizna

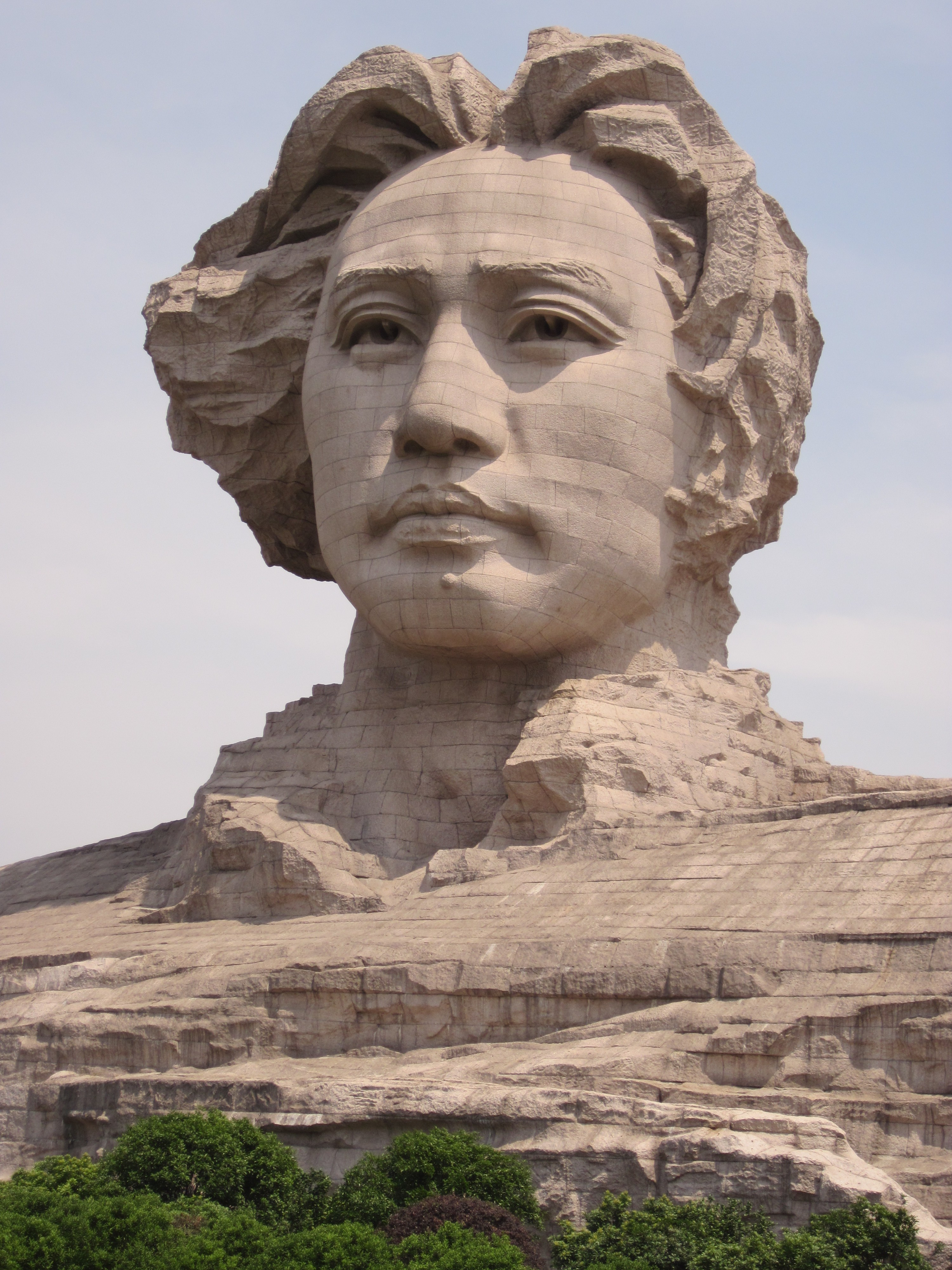
Statua młodego Mao Zedonga w Changsha, odsłonięta w 2009

Dziedzictwo po Mao ma bardzo kontrowersyjny charakter i bywa często przedmiotem sporów. Niektórzy kontynentalni Chińczycy uważają Mao Zedonga za wielkiego rewolucyjnego przywódcę, który jednak nie ustrzegł się pewnych błędów w końcu życia. W 1983 r. Komitet Centralny Komunistycznej Partii Chin zdecydował na wniosek Deng Xiaopinga, że Mao miał rację w 70%, a w 30% się mylił. Deng mówił też o Mao, że „jego wkład i zasługi są ważniejsze od jego pomyłek”. Inni obwiniają Mao za konflikt z ZSRR i pogorszenie stosunków z dotychczasowym sojusznikiem. Wielki skok i rewolucja kulturalna kładą się cieniem na jego rządach. Mao jest też obwiniany za brak wypracowania polityki kontroli urodzeń, co sprawiło, że doszło do ogromnego przyrostu ludności i zmuszenia następnego rządu do wdrożenia programu „jednego dziecka”.
Zwolennicy Mao jako przykład jego osiągnięć podają, że stopień analfabetyzmu przed rokiem 1949 wynosił 80%, a średnia długość życia 35 lat. Po jego śmierci liczby te miały wynosić odpowiednio 7% i 70 lat (przy czym prawdziwość tych danych jest kwestionowana). Ponadto ogólna populacja Chin wzrosła o 75%, z 400 mln do 700 mln. Jego wielbiciele twierdzą, że za jego rządów skończyła się „epoka upokorzenia” Chin przez zachodnie mocarstwa, a ChRL stała się prawdziwą potęgą. Powołują się też na osiągnięcia w dziedzinie uprzemysłowienia kraju. Za jego zasługę poczytuje się też wyparcie „skorumpowanego” i „nieudolnego” Kuomintangu z kraju na Tajwan.

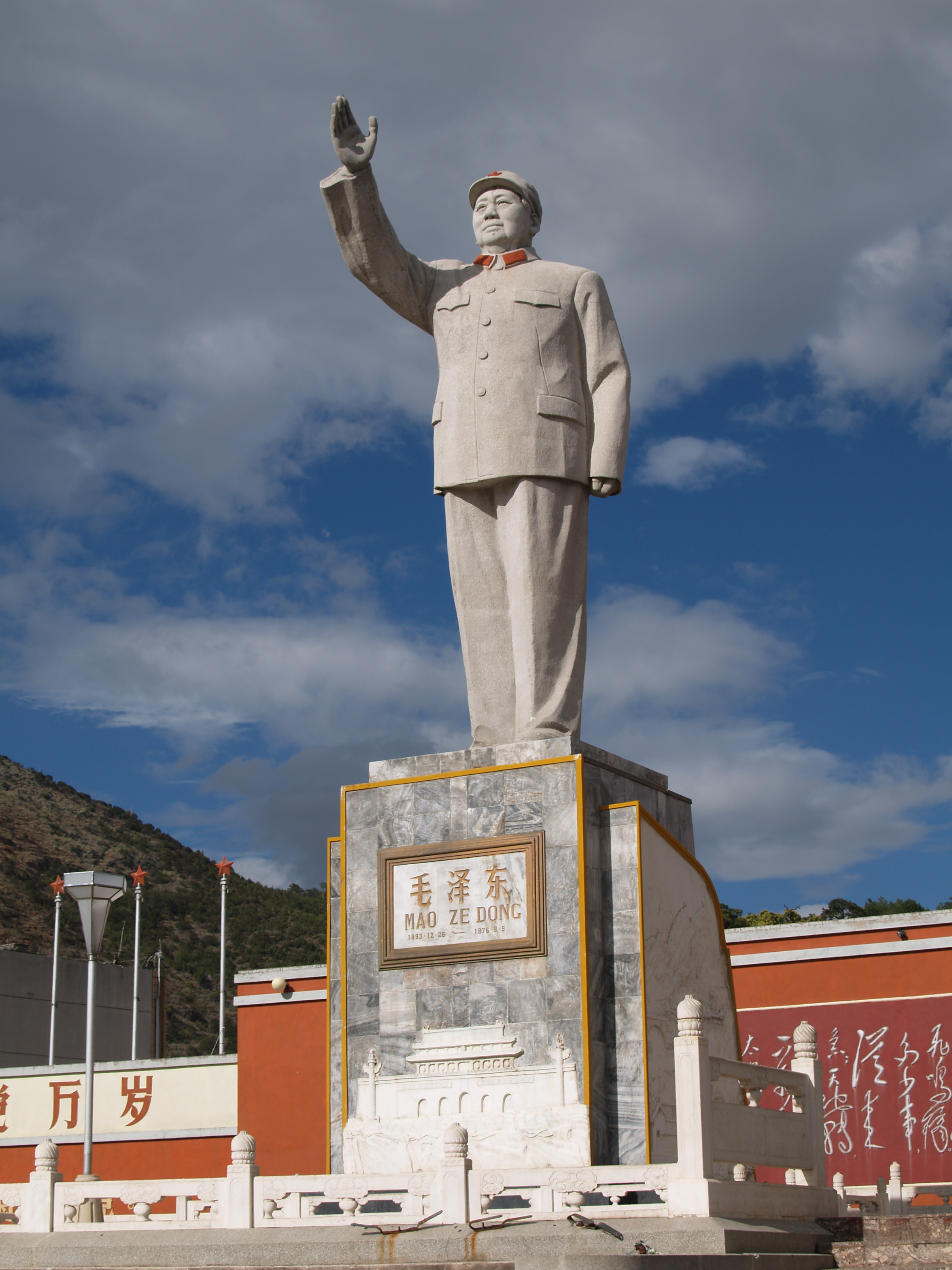
Pomnik Mao Zedonga w Lijiang

Po śmierci Mao w 1976 Chiny pod przywództwem Deng Xiaopinga odeszły od jego koncepcji polityczno-gospodarczych. Na zjeździe KPCh w 1981 dokonano krytycznej oceny dorobku Mao Zedonga i potępiono wielki skok oraz rewolucję kulturalną. Mao pozostał jednak w Chinach ważnym symbolem ideowym, zaś dla Chińczyków liczą się przede wszystkim jego zasługi: zjednoczenie kraju po paśmie wojen domowych i niedopuszczenie do uzależnienia Chin od Związku Radzieckiego.

Portret Mao Zedonga na Bramie Niebiańskiego Spokoju na placu Tian’anmen w Pekinie

Mao jest szanowany przez najniższe warstwy społeczne Chin, które po liberalizacji gospodarczej znalazły się w trudnej sytuacji materialnej. Do powrotu do spuścizny Mao wzywa także nieliczna, ale silna frakcja partii komunistycznej, nazwana „nową lewicą”, która oskarża frakcje „prawicowe” o brak wrażliwości społecznej. Poparcie dla Mao wśród chińskich chłopów objawia się m.in. zaliczaniem go w poczet bóstw taoizmu i sprawowaniem kultu Mao w świątyniach.

## Odbiór w Polsce
W czasie, gdy po 1960 roku narastały konflikty radziecko-chińskie, rząd polski krytykował ChRL w przeciwieństwie do społeczeństwa, którego sympatia stała zazwyczaj po stronie chińskiej.

## Maoizm
Maoizm jest wariantem ideologii komunistycznej powstałym z połączenia importowanego z Europy marksizmu i chińskiej tradycji intelektualnej. Już w 1938 roku Mao postulował schińszczenie ideologii marksizmu i określał swoją ideologię jako narodową. Według Janusza Janickiego ruch maoistowski kształtował się poza kręgiem tradycji marksistowskiej, sam Mao miał nie znać prac klasyków marksizmu, poza nielicznymi tłumaczeniami chińskimi niektórych prac Marksa, czy Engelsa (a także Lenina). Według Janickiego większy od marksizmu wpływ na idee Mao wywarły konfucjanizm (później przez niego krytykowany) i tradycyjne filozofie chińskie. Maoizm nie tylko wpłynął na rozwój ustroju Chin, lecz na światowy ruch komunistyczny doprowadzając do powstania tzw. nurtu antyrewizjonistycznego, który zdobył popularność zarówno w Trzecim Świecie, jak i w zachodnich państwach kapitalistycznych. Maoizm krytyce poddaje zarówno świat zachodni, jego system, jak również nieistniejący już ustrój ZSRR.

## Życie prywatne

### Genealogia
Mao Zedong zawarł małżeństwa z:
1. Luo Yixiu (罗一秀, 1889-1910) z Shaoshan: małżeństwo w latach 1907–1910
2. Yang Kaihui (杨开慧, 1901-1930) z Changsha: małżeństwo w latach 1921–1927, stracona przez Kuomintang w 1930
3. He Zizhen (贺子珍, 1910-1984) z Jiangxi: małżeństwo w latach 1928–1939
4. Jiang Qing: (江青, 1914-1991), małżeństwo od 1939 r. aż do śmierci

Członkowie rodziny:
- Wen Qimei (文七妹, 1867–1919), matka
- Mao Yichang (毛贻昌, 1870–1920), ojciec, znany też jako Mao Shunsheng (毛顺生)
- Mao Enpu (毛恩普), dziadek ze strony ojca

Rodzeństwo:
- Mao Zemin (毛泽民, 1895–1943), młodszy brat
- Mao Zetan (毛泽覃, 1905–1935), młodszy brat
- Mao Zehong, siostra (stracona przez Kuomintang w 1930)

Dzieci Mao Zedonga:
- Mao Anying (毛岸英): syn z małżeństwa z Yang, żonaty z Liu Siqi (刘思齐), zabity podczas wojny w Korei
- Mao Anqing (毛岸青): syn z małżeństwa z Yang, żonaty z Shao Hua (邵华), dzieci: syn Mao Xinyu (毛新宇)
- Li Min (李敏): córka z małżeństwa z He, zamężna z Kong Linghua (孔令华), dzieci: syn Kong Jining (孔继宁) i córka Kong Dongmei (孔冬梅)
- Li Na (李讷): córka z małżeństwa z Jiang, zamężna z Wang Jingqing (王景清), dzieci: syn Wang Xiaozhi (王效芝)

## Twórczość
Najsławniejszym dziełem Mao są opublikowane po raz pierwszy w 1966 słynne Cytaty Przewodniczącego Mao, zwane popularnie czerwoną książeczką, które zawierają wybór jego przemówień i artykułów. Mao napisał także kilka traktatów teoretycznych, główne z nich to:
- W sprawie praktyki (实践论); 1937
- W sprawie sprzeczności (矛盾论); 1937
- O przewlekłej wojnie (论持久战); 1938
- Pamięci Normana Bethune’a (纪念白求恩); 1939
- Ku nowej demokracji (新民主主义论); 1940
- Przemówienie o literaturze i sztuce na naradzie w Yan’an (在延安文艺座谈会上的讲话); 1942
- Służyć ludowi (为人民服务); 1944
- Dziadek Głupi przesunął góry (愚公移山); 1945
- O właściwym traktowaniu sprzeczności w łonie ludu (正确处理人民内部矛盾问题); 1957

Mao był także poetą, tworzył głównie klasyczne utwory shi i ci. Był także uzdolnionym kaligrafem, który posiadał charakterystyczny styl, do dzisiaj jego kaligrafie w Chinach cieszą się dużym powodzeniem.

### Wydania polskie
W języku polskim pisma Mao Zedonga ukazywały się tylko do początku lat 60., do czasu popadnięcia obozu państw demokracji ludowych, a zwłaszcza ZSRR, w konflikt z Chińską Republiką Ludową:
- Wojna Chin przeciwko Japonii. Z zagadnień wojny partyzanckiej, wyd. Prasa Wojskowa, Warszawa 1949;
- O zadaniach artysty i pisarza, wyd. Czytelnik, Warszawa 1950;
- Strategia wojny rewolucyjnej w Chinach, wyd. Książka i Wiedza, Warszawa 1951;
- W sprawie praktyki, wyd. Książka i Wiedza, Warszawa 1951;
- W sprawie sprzeczności, wyd. Książka i Wiedza, Warszawa 1952;
- Dzieła wybrane, t. 1-4, wyd. Książka i Wiedza, Warszawa 1953-1958;
- W sprawie praktyki. W sprawie sprzeczności, wyd. Książka i Wiedza, Warszawa 1954;
- Zagadnienia strategii wojny rewolucyjnej w Chinach, wyd. Książka i Wiedza, Warszawa 1954;
- O właściwym traktowaniu sprzeczności w łonie ludu, wyd. Książka i Wiedza, Warszawa 1957;
- Szesnaście wierszy, Państwowy Instytut Wydawniczy, Warszawa 1959;
- Wybrane pisma wojskowe, wyd. Ministerstwa Obrony Narodowej, Warszawa 1960 (seria: „Biblioteka Wiedzy Wojskowej”).

Oprócz tego w Pekinie wydano „czerwoną książeczkę” po polsku:
- Wyjątki z dzieł Przewodniczącego Mao Tsetunga. Wydawnictwo Obcych Języków, 1972, Pekin, 426 stron.

## Muzea
- Dom rodzinny w Shaoshan[350]
- Mauzoleum Mao Zedonga
- prywatne muzeum w Chengdu[351]